# Antonio Vivaldi
Antonio Lucio Vivaldi (Venezia, 4 marzo 1678 – Vienna, 28 luglio 1741) è stato un compositore e violinista italiano, considerato tra i massimi esponenti del barocco musicale e tra i maggiori virtuosi del suo tempo.
Sacerdote, pur non potendo celebrare la messa per motivi di salute, era chiamato "il Prete rosso" per il colore dei capelli.
Vivaldi contribuì significativamente allo sviluppo del concerto, soprattutto solista (un genere iniziato da Giuseppe Torelli), e della tecnica del violino e dell'orchestrazione. Non trascurò inoltre l'opera in musica e il suo vastissimo catalogo comprende numerosi concerti, sonate e composizioni di musica sacra.
Le sue opere influenzarono numerosi compositori del suo tempo, tra cui uno dei geni massimi del barocco Johann Sebastian Bach, ma anche Pisendel, Heinichen, Zelenka, Boismortier, Corrette, De Fesch, Quantz. Le sue composizioni più note sono i quattro concerti per violino conosciuti come Le quattro stagioni, celebre esempio di musica a programma. Come per molti compositori barocchi, dopo la sua morte il suo nome e la sua musica caddero nell'oblio. Solo grazie alla ricerca di alcuni musicologi del XX secolo, come Arnold Schering, Marc Pincherle, Alberto Gentili, Alfredo Casella e Gian Francesco Malipiero, il suo nome e le sue opere tornarono celebri, facendolo diventare uno dei compositori più noti ed eseguiti.

## Biografia
La vita di Vivaldi è scarsamente documentata, poiché prima del XX secolo nessun biografo si è mai occupato di ricostruirla. Numerose lacune e inesattezze falsano ancora la sua biografia; alcuni periodi della sua vita rimangono completamente oscuri, come i molti viaggi supposti, o realmente intrapresi, in Italia e in Europa. Si è fatto riferimento dunque alle rare testimonianze dirette dell'epoca, in particolare quelle di Charles de Brosses, di Carlo Goldoni e dell'architetto tedesco Johann Friedrich Armand von Uffenbach, che incontrarono il compositore. Altre notizie provengono da alcuni manoscritti e documenti di altra natura, ritrovati in diversi archivi in Italia e all'estero. Per dare due esempi concreti: è soltanto nel 1938 che si è potuta determinare con esattezza la data della sua morte, sull'atto ritrovato a Vienna, e nel 1963 quella della sua nascita, identificando il suo atto di battesimo (prima, l'anno di nascita, il 1678, era soltanto una stima dedotta dalle tappe conosciute della sua carriera ecclesiastica).

### L'infanzia e la giovinezza

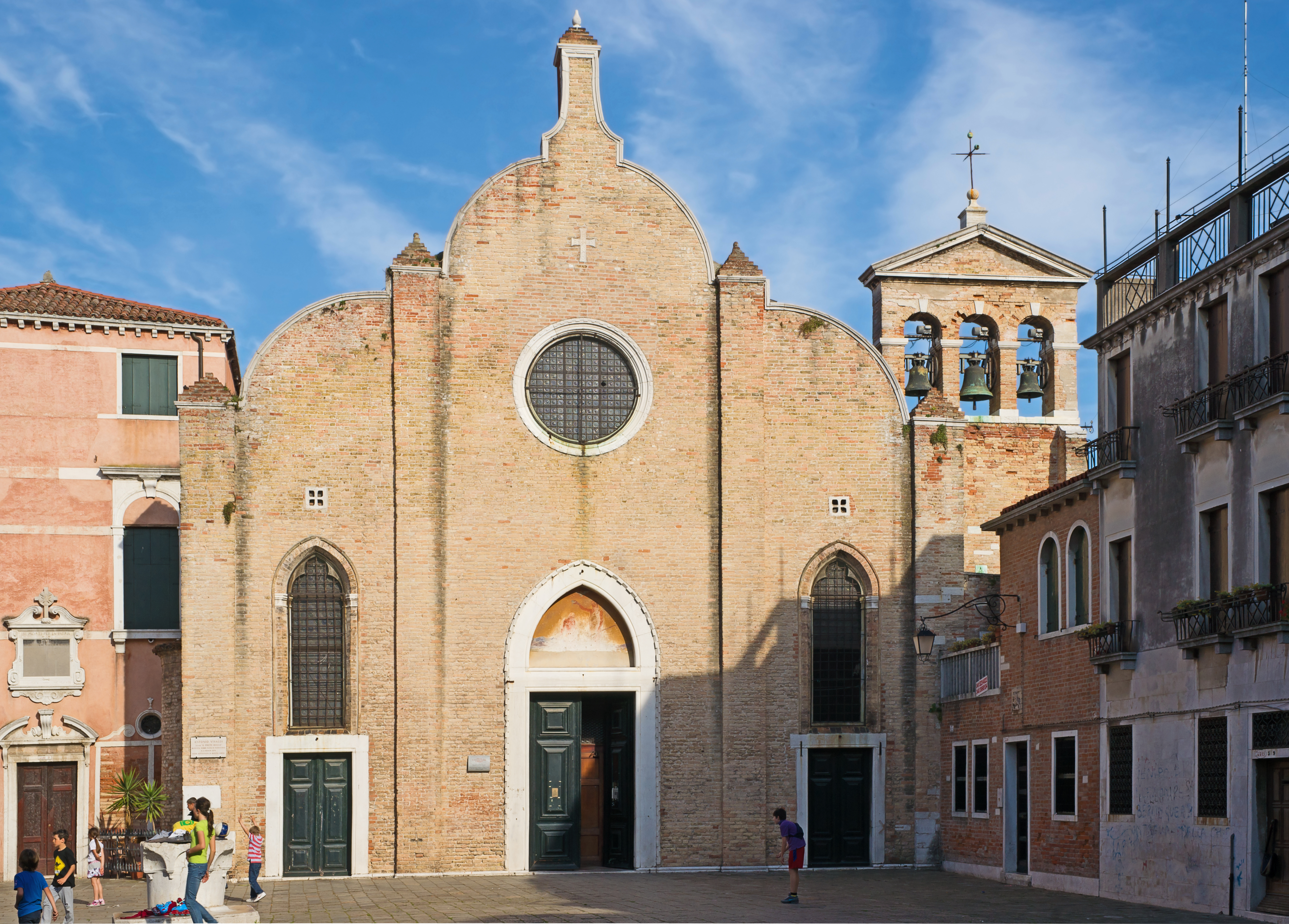
Chiesa di San Giovanni in Bragora, dove fu battezzato Antonio Vivaldi

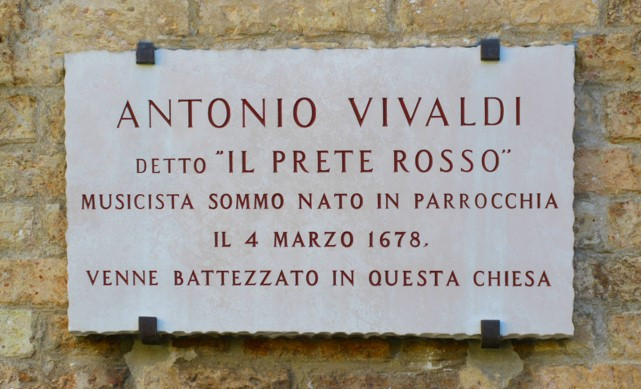

Antonio Vivaldi nacque venerdì 4 marzo 1678 a Venezia. Fu battezzato in casa da Margarita Veronese, sua levatrice, poiché era in pericolo di morte. Il battesimo venne poi perfezionato con la liturgia di rito il 6 maggio, due mesi dopo, nella chiesa di San Giovanni in Bragora, non lontano dalla presunta abitazione dei Vivaldi, nello stabile di proprietà della famiglia nobiliare Salamon, in parrocchia della Bragora, nel sestiere veneziano di Castello.
 Padrino di battesimo fu Giovanni Antonio Vecellio, titolare di una ricca farmacia sulla Riva degli Schiavoni, la spezieria "All'Insegna del Doge", da due anni vedovo della cugina della madre di Antonio.
Il padre era Giovanni Battista Vivaldi (1655 circa-1736), figlio di un sarto bresciano dopo la cui morte la famiglia si era trasferita nel 1666 a Venezia. Abitante ai "forni" dell'Arsenale, in parrocchia di San Martino, aveva intrapreso l'attività di barbiere e di violinista. La madre, Camilla Calicchio (1653-1728), era figlia di Camillo Calicchio, un sarto di Pomarico, in provincia di Matera, trasferitosi ventiduenne a Venezia nel 1651, e di Zanetta Temporini, donna di grande volontà e forte carattere, trentenne al momento del matrimonio che avvenne nello stesso anno 1651. Camilla e Giovanni Battista si sposarono l'11 giugno 1676. Ebbero in tutto dieci figli, tre dei quali morti in tenera età: Gabriela Antonia (1676-1678), Antonio Lucio (1678-1741), Margarita Gabriella (1680-1750), Cecilia Maria (1683-1767), Bonaventura Tomaso (1685-post 1718), Zanetta Anna (1687-1762), Francesco Gaetano (1690-1752), Iseppo Santo (1692-1696), Gerolama Michela (1694-1696) e Iseppo Caetano (1697-post 1729). Di questi, solo Antonio intraprese la carriera musicale.

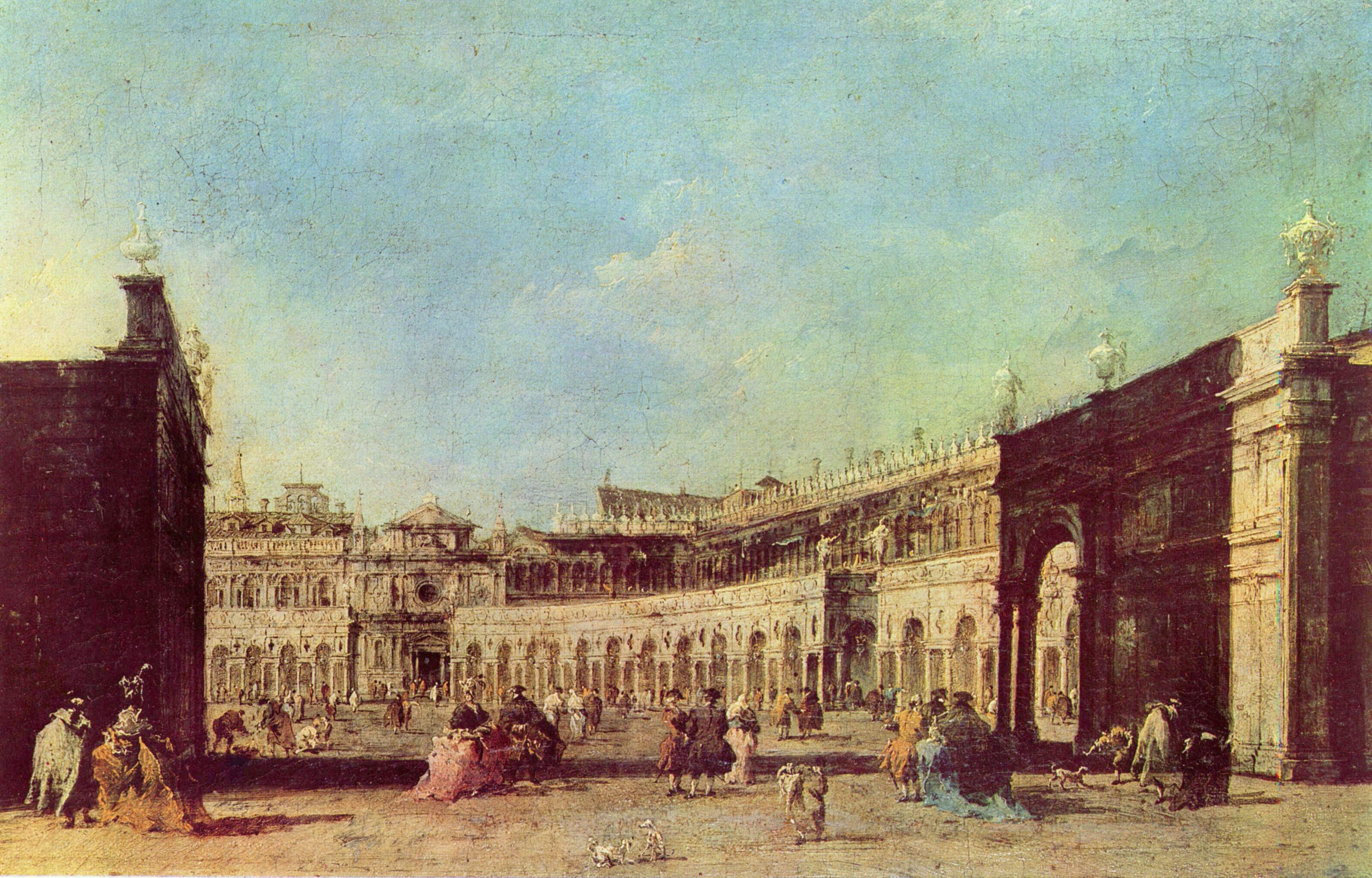
Francesco Guardi: Piazza San Marco a Venezia (circa 1776), Vienna, Kunsthistorisches Museum; la chiesa di San Geminiano di Jacopo Sansovino, scomparsa con la risistemazione napoleonica, era situata su Piazza San Marco, di fronte alla basilica

Il padre aveva probabilmente più passione per la musica che per il lavoro di barbiere: infatti nel 1685 accettò l'ingaggio, di notevole prestigio, come violinista della basilica di San Marco, a quel tempo Cappella privata del Doge e non sede vescovile, dove si celebrava solo in occasioni particolari; nello stesso anno fu assunto come Maestro il famoso Giovanni Legrenzi. Insieme a questo e al suo collega Antonio Lotti, Giovanni Battista Vivaldi fondò, nel 1687, il Sovvegno dei musicisti di S. Cecilia, una confraternita di musicisti veneziani. A questo impegno, aggiunse, dal 1689, quello di insegnante di violino all'Ospedale dei Mendicanti.
Antonio Vivaldi imparò a suonare il violino forse dal padre, dimostrando precocemente grande talento. Fu presto ammesso a frequentare i musicisti della Cappella del Doge, avendo forse preso lezioni dal Maestro di Cappella Giovanni Legrenzi, che tuttavia morì nel 1690, quando Vivaldi aveva appena 12 anni. Non vi sono dubbi comunque che Vivaldi abbia tratto grande giovamento dal frequentare già in età molto giovane l'ambiente musicale della cappella di San Marco, dove gradualmente sostituì il padre, Giovanni Battista Vivaldi, il cui ruolo nella vita e nella carriera del figlio dovette essere importante e prolungato, considerando che morì appena cinque anni prima del figlio.
La carriera ecclesiastica del giovane Antonio ebbe inizio il 18 settembre 1693, quando raggiunse l'età minima della tonsura per mano del patriarca di Venezia, il futuro Cardinal Badoero. Proseguì quindi i suoi studi presso la chiesa di San Geminiano e la chiesa di San Giovanni in Oleo, vivendo - come era allora la prassi - con la famiglia, nella parrocchia di San Giovanni Battista in Bragora, senza abbandonare la musica; anzi la sua abilità con il violino lo fece impiegare già nel 1696 come violinista soprannumerario durante le funzioni natalizie presso la cappella della basilica di San Marco, apparendo per la prima volta in pubblico; contemporaneamente faceva parte del gruppo dell'Arte dei sonadori. Il 4 aprile 1699 ebbe gli ordini minori del suddiaconato nella chiesa di S. Giovanni in Oleo e, il 18 settembre 1700, il diaconato. Il 23 marzo 1703 fu ordinato sacerdote, continuando a vivere con la famiglia e a lavorare strettamente con il padre. Fu soprannominato il Prete Rosso per il colore della sua capigliatura, pur nascosta dalla parrucca di moda in quel periodo (il padre Giovanni Battista, in alcuni documenti marciani, viene chiamato Rossetto, evidentemente per lo stesso colore di capelli del figlio). 
Dal 1704 smise di celebrare la messa, per motivi di salute: era probabilmente afflitto da una forma d'asma ("strettezza di petto") di cui aveva presentato i sintomi sin dalla nascita, e a causa della quale gli era impossibile condurre a compimento la funzione sacra senza assentarsi dall'altare.

### L'attività presso il Pio Ospedale della Pietà
Nonostante la giovane età, la sua fama iniziò presto a diffondersi e, dal 1º settembre 1703, con uno stipendio di 60 ducati annui, fu ingaggiato come maestro di violino dalle autorità del Pio Ospedale della Pietà, dove rimase sino al 1740.
Fondato nel 1346, il Pio Ospedale della Pietà era il più prestigioso dei quattro ospedali femminili di Venezia (gli altri tre erano l'Ospedale degli Incurabili, l'Ospedale dei Mendicanti e l'Ospedale dei Derelitti ai SS. Giovanni e Paolo), in cui trovavano assistenza bambini orfani, o provenienti da famiglie molto povere, che imparavano un mestiere e lasciavano l'istituto all'età di 15 anni; le ragazze invece ricevevano un'educazione musicale e quelle di maggior talento diventavano membri dell'ospedale. In funzione delle differenti capacità dimostrate, esisteva tra queste una suddivisione gerarchica dalle figlie di coro, alle più esperte dette privilegiate di coro, fino alle maestre di coro che insegnavano. Il cronista-musicofilo Charles de Brosses certificherà ammirato: 
Nell'agosto del 1704 il suo stipendio fu portato a 100 ducati, in quanto aggiunse anche la posizione di insegnante di viola all'inglese e nel 1705 ricevette l'incarico della composizione e dell'esecuzione dei concerti, con un salario aumentato a 150 ducati annui, somma assai modesta, alla quale si aggiungeva la remunerazione delle messe quotidiane dette per la Pietà o per le ricche famiglie patrizie.
Nelle sue Confessioni, Jean-Jacques Rousseau offre un'altra testimonianza della qualità di queste ragazze orchestrali, che ebbe modo di apprezzare di persona durante il suo soggiorno a Venezia..

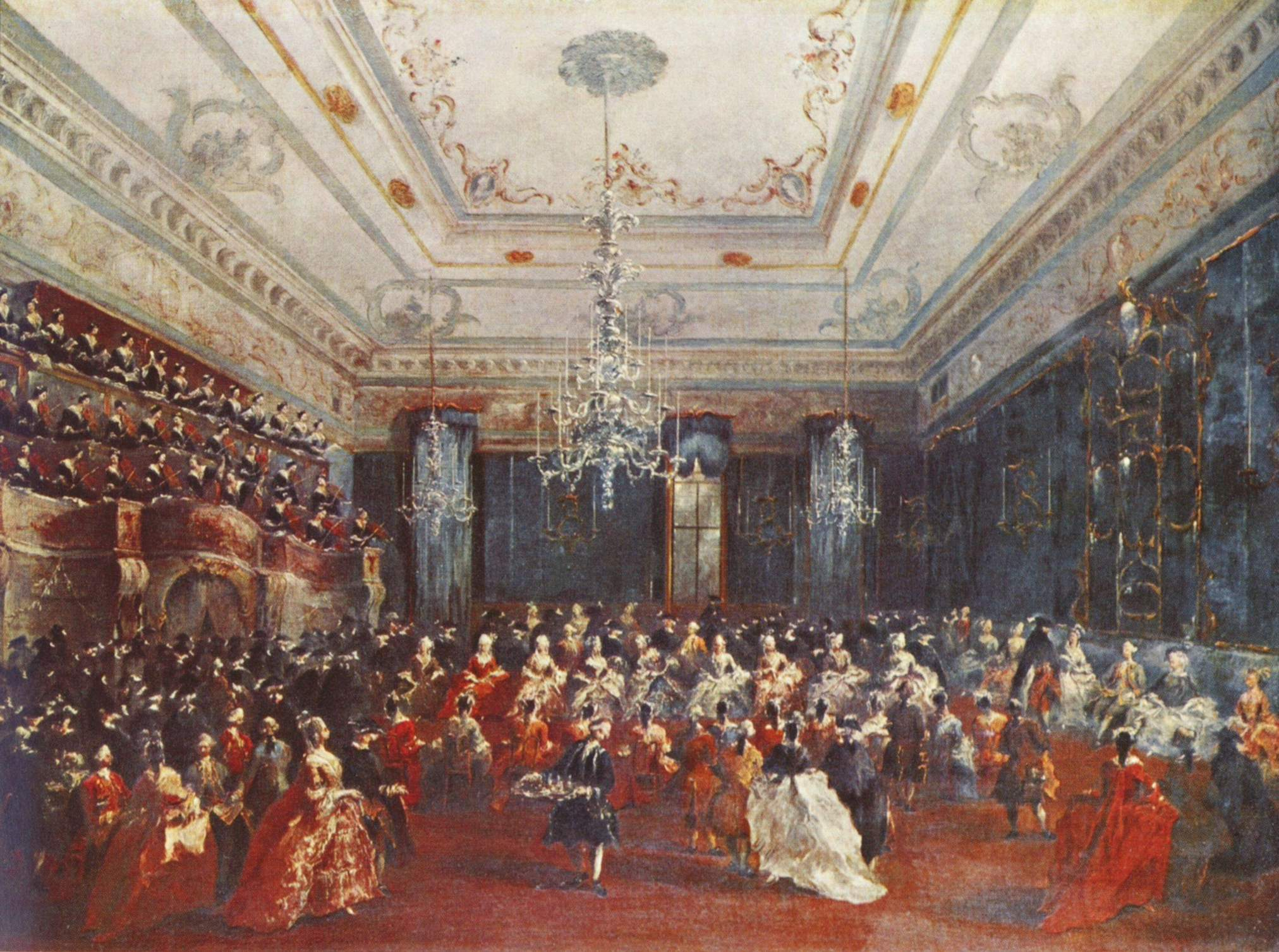
Francesco Guardi: Concerto di dame al Casino dei Filarmonici (1782), Monaco di Baviera, Alte Pinakothek

Disporre a piacimento di queste strumentiste e cantanti esperte, senza preoccupazioni di numero, tempi o costi, era un vantaggio considerevole per un compositore che poteva così dar libero corso alla sua creatività e sperimentare ogni tipo di combinazione dell'organico strumentale. Ora, in quest'epoca, il giovane maestro di violino aveva certamente cominciato la sua carriera di compositore ed a farsi notare per le sue prime opere diffuse in manoscritto, e la sua nascente rinomanza poteva giustificare la scelta di affidargli questo posto importante.
La direzione musicale della Pietà era affidata dal 1701 a Francesco Gasparini, «maestro di coro». Costui, musicista di talento ed estremamente fecondo, dedicò tuttavia una parte preponderante della sua attività ad allestire opere al Teatro Sant'Angelo. Di conseguenza, egli scaricò su Vivaldi un numero crescente di compiti, permettendo a quest'ultimo di diventare, di fatto, il principale animatore musicale dell'ospedale.
Il suo rapporto con il consiglio direttivo dell'Ospedale, a giudicare dai pochi documenti rimasti, sembra essere stato altalenante. Ogni anno i vertici dell'istituto veneziano si riunivano per votare se tenere oppure no un insegnante. Anche se Vivaldi fu raramente sottoposto al voto, nel 1709 perse il suo posto per 7 voti contro 6 a favore. Però dopo aver esercitato la libera professione di musicista per oltre un anno fu riassunto nel 1711 alla Pietà, sempre a seguito di una votazione del consiglio dell'istituto. Questo probabilmente perché la direzione aveva ben compreso la sua importanza all'interno della scuola. Nel 1713 divenne il responsabile per l'attività musicale dell'istituto e nel 1716 "maestro de' concerti". A giudicare dalla lacunosità degli atti, comunque, studiosi come Michael Talbot e Micky White dubitano che Vivaldi avesse rotto formalmente ogni impegno con la Pietà durante gli anni di (apparente) vacanza dall'insegnamento. Con molta probabilità Vivaldi continuò a rifornire la Pietà di concerti e composizioni varie durante tutta la sua vita, anche in forma privata.

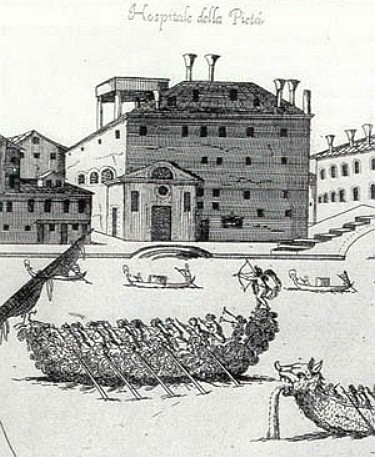
Il Pio Ospedale della Pietà sulla Riva Degli Schiavoni (1686), Venezia, collezione privata

È durante questi anni che Vivaldi scrisse gran parte della sua musica, comprese molte opere e anche numerosi concerti. Nel 1705 venne pubblicata la sua prima raccolta, l'Opus 1, una collezione di dodici sonate a tre dedicata al nobile veneto Annibale Gambara, ancora in uno stile neocorelliano. Nel 1708 apparve una seconda raccolta di 12 sonate per violino e basso continuo (Opus 2), ma la rinomanza a livello internazionale fu raggiunta con la sua prima collezione di 12 concerti per uno, due e quattro violini con archi, L'estro armonico (Opus 3), la quale fu data alle stampe ad Amsterdam nel 1711, grazie alla mano dell'editore Estienne Roger, all'avanguardia con le nuove tecniche di stampa rispetto agli editori veneziani Sala e Bortoli. La sua uscita fu pubblicizzata con un annuncio sul The Post Man di Londra. Questi concerti ebbero uno strepitoso successo in tutta Europa e furono seguiti nel 1714 da La stravaganza (Opus 4), una raccolta di concerti per solo violino e archi.
Nel febbraio 1711 Vivaldi, accompagnato dal padre, si recò a Brescia, dove consegnò il suo Stabat Mater RV 621 al committente, la Congregazione dell'Oratorio di S. Filippo Neri. Nel 1718 iniziò un periodo di frequenti spostamenti, ma sembra non aver mai rotto i legami con la Pietà. Dagli atti registrati è possibile constatare che tra il 1723 e il 1729 fu pagato per comporre almeno 140 concerti.

### Impresario d'opera al Teatro Sant'Angelo
Relativamente all'abbandono dell'attività sacerdotale di Vivaldi, già da diverso tempo si sono diffusi pettegolezzi e leggende: in particolare in relazione all'aneddoto raccontato dal conte Grégoire Orloff: "Una volta che Vivaldi disse la Messa, gli venne in mente un tema per una fuga. Lasciò allora l'altare sul quale officiava, e corse in sacrestia per scrivere il suo tema; poi tornò a finire la Messa. Venne denunciato all'Inquisizione, che però fortunatamente lo giudica come un musicista, cioè come un pazzo, e si limita a proibirgli di dire mai più Messa". Vivaldi afferma invece in una lettera, datata 16 novembre 1737, scritta a Guido Bentivoglio d'Aragona: "Sono venticinque anni ch'io non dico messa né mai più la dirò, non per divieto o comando, come si può informare Sua Eminenza, ma per mia elezione, e ciò stante un male che io patisco a nativitate, pel quale io sto oppresso. Appena ordinato sacerdote, un anno o poco più ho detto messa, e poi l'ho lasciata avendo dovuto tre volte partir dall'altare senza terminarla a causa dello stesso mio male. Ecco la ragione per la quale non celebro messa".
Nella Venezia del primo XVIII secolo l'opera era l'intrattenimento musicale più popolare e più redditizio per i compositori. C'erano parecchi teatri in concorrenza fra loro. Quello che fino a pochi anni fa si credeva il primo lavoro teatrale vivaldiano, Ottone in villa (RV 729), fu rappresentato al Teatro delle Grazie di Vicenza nel maggio del 1713. Nuove ricerche, comunque, spostano l'esordio operistico di Vivaldi almeno al 1705, anno in cui Vivaldi completò il Creso tolto alle fiamme (RV Anh. 138) di Girolamo Polani per il Teatro Sant'Angelo di Venezia. Nel 1714 divenne sia impresario che direttore delle musiche presso tale teatro, dove allestì la sua terza opera, l'Orlando finto pazzo (RV 727). Tuttavia non sembra che il dramma riscuotesse il successo sperato, e, per "salvare" la stagione, l'impresario Vivaldi si risolse a riallestire, con ritocchi e aggiunte di propria mano, l'Orlando di Giovanni Alberto Ristori, già presentato l'anno precedente. Nel 1715 mise in scena un pasticcio, il Nerone fatto Cesare (RV 724, perduto), con le musiche di vari compositori e 11 arie dello stesso Vivaldi.
Il 1716 vide la rappresentazione di Arsilda, regina di Ponto (RV 700), molto probabilmente un successo, visto che dopo l'opera seguente (L'incoronazione di Dario, RV 719), furono proposte delle repliche con lo stesso, giovanissimo cast (in primis le future star Annibale Pio Fabri, Anna Vicenza Dotti e Maria Teresa Cotte o Cotti). Lo stesso anno fu rappresentata La costanza trionfante degli amori e degl'odii (RV 706), nel piccolo Teatro San Moisè.
Nello stesso periodo, la Pietà gli commissionò diversi lavori liturgici. I più importanti furono due oratorî: il primo, Moyses Deus Pharaonis (RV 643), risulta sfortunatamente perduto e il secondo, Juditha triumphans devicta Holofernis barbarie (RV 644), composto nel 1716, è uno dei lavori sacri più noti di Vivaldi. Fu commissionato per celebrare la vittoria della Repubblica di Venezia contro i Turchi e la riconquista dell'isola di Corfù. Tutte le undici parti, sia maschili che femminili, furono interpretate dalle ragazze della Pietà e molte arie comprendevano parti per strumenti solisti come flauti dolci, oboi, clarinetti, viola d'amore, mandolini, che servivano per mettere in evidenza il talento delle ragazze anche in strumenti particolarmente rari e di non facile reperibilità per l'epoca.

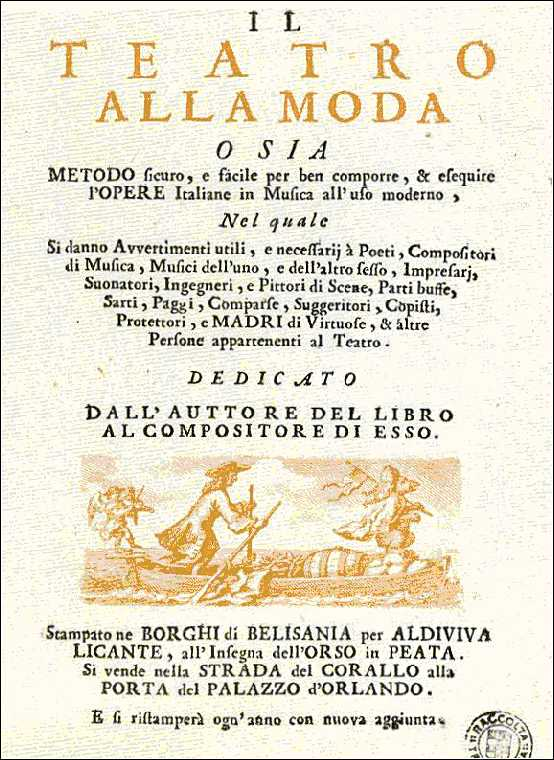
Il teatro alla moda di Benedetto Marcello

In quanto rappresentante più in vista del moderno stile operistico, Vivaldi fu uno dei bersagli del pamphlet satirico Il teatro alla moda, pubblicato anonimo nel 1720, ma notoriamente scritto dal musicista e letterato Benedetto Marcello. Benedetto Marcello, patrizio e magistrato veneziano, nonché musicista stimato da molti suoi contemporanei (incluso Johann Sebastian Bach), era sostenitore di una visione aristocratica ed elitaria della musica, ed era poco incline ad apprezzare gli aspetti più "popolari" della produzione operistica della sua epoca. L'unico riferimento esplicito a Vivaldi nel Teatro alla moda, peraltro, è nascosto nel frontespizio, dove una serie di anagrammi celano i nomi di personaggi ben noti all'epoca: fra questi, "ALDIVIVA" si riferisce chiaramente a Vivaldi. Nello stesso frontespizio è rappresentato un gruppo di personaggi su una peata e la figuretta alata che indossa un cappello da prete e suona il violino potrebbe essere una caricatura di Vivaldi. Per il resto, l'opera si propone di criticare e ridicolizzare aspetti del teatro musicale che erano estremamente diffusi all'epoca (come attestato, ad esempio, dalle Memorie di Carlo Goldoni) e non sono specificamente riconducibili all'attività di Vivaldi.

### Gli anni della maturità

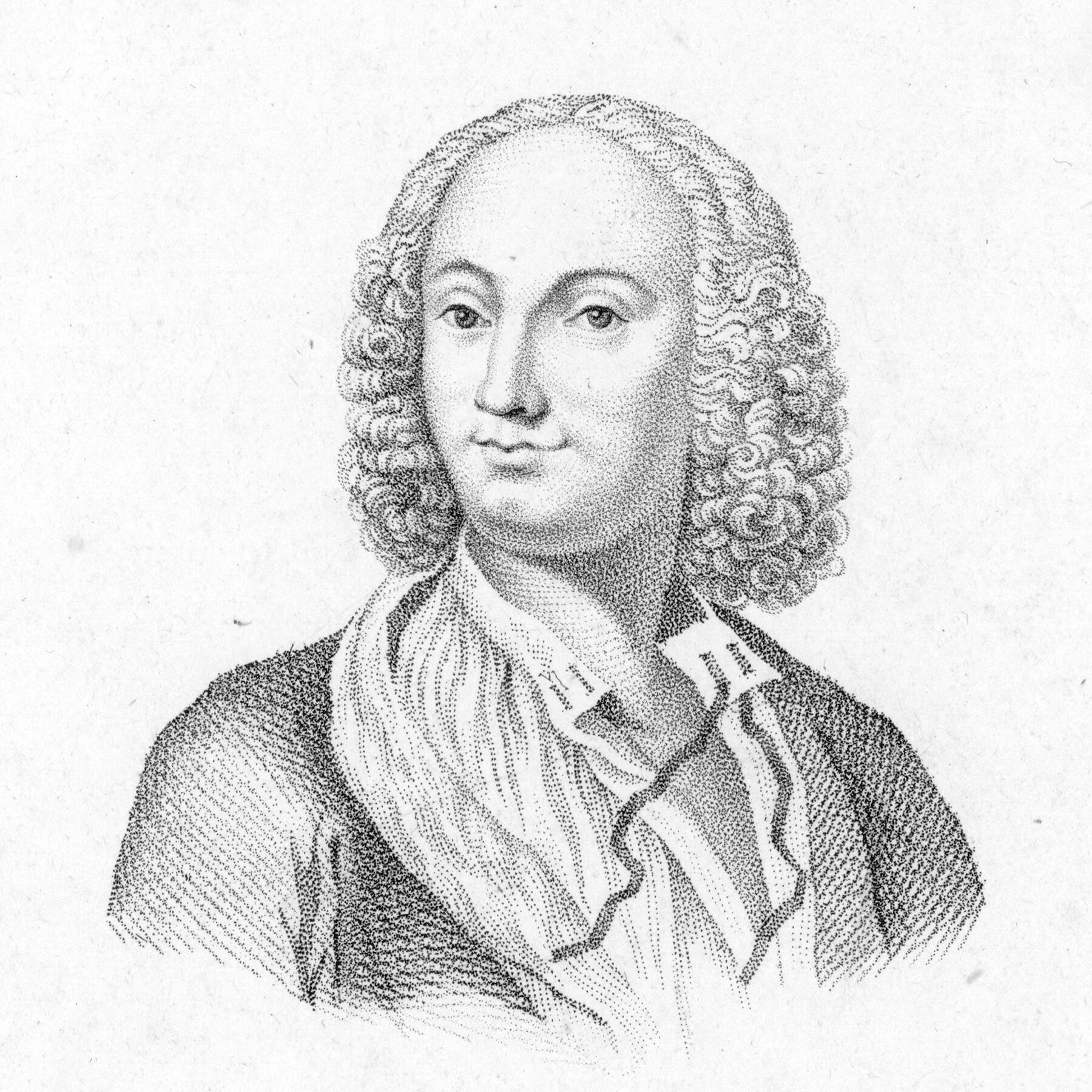
Antonio Vivaldi in un ritratto postumo di Lambert jeune

Nel 1718 fu offerto a Vivaldi il prestigioso incarico di Maestro di cappella da camera alla corte del principe Filippo d'Assia-Darmstadt, governatore di Mantova e noto appassionato di musica. Egli si trasferì dunque nella città lombarda e vi rimase per circa tre anni. Di questo periodo, e precisamente della stagione 1720-1721, ci rimangono testimonianze di almeno tre opere tra le quali il Tito Manlio (RV 738, vedi Opere) e varie cantate e serenate. Successivamente Vivaldi fu a Milano, dove presentò nel 1721 il suo dramma pastorale La Silvia (RV 734) e nel 1722 l'oratorio L'adorazione delli tre re magi al bambino Gesù (RV 645, perduto). Sempre nel 1722 il compositore veneziano si recò a Roma, dove era stato invitato da papa Benedetto XIII a suonare per lui. Nel 1725 tornò a Venezia, dove nello stesso anno produsse quattro lavori teatrali.
Questo è anche il periodo in cui egli scrisse Le quattro stagioni, quattro concerti per violino che rappresentano le scene della natura in musica; probabilmente l'idea di comporre questi concerti gli venne mentre stava nelle campagne attorno Mantova e furono una rivoluzione nella concezione musicale: in essi Vivaldi rappresenta lo scorrere dei ruscelli, il canto degli uccelli, il latrato dei cani, il ronzio delle zanzare, il pianto dei pastori, la tempesta, i danzatori ubriachi, le notti silenziose, le feste di caccia (sia dal punto di vista del cacciatore che della preda), il paesaggio ghiacciato, i bambini che slittano sul ghiaccio e il bruciare dei fuochi. Ogni concerto è associato a un sonetto scritto dallo stesso Vivaldi, che descrive la scena raffigurata in musica. Furono pubblicati come i primi quattro concerti di una raccolta di dodici: Il cimento dell'armonia e dell'inventione Opus 8, pubblicata ad Amsterdam, nel 1725, da Michel-Charles Le Cène, che era succeduto ad Estienne Roger nell'attività editoriale.
Probabilmente durante il suo periodo a Mantova Vivaldi conobbe Anna Girò, all'epoca ancora bambina (la sua data di nascita è collocabile intorno al 1710), che era destinata a diventare sua allieva e protetta e ad acquistare gran fama come cantante lirica. Vivaldi allestì almeno 15 rappresentazioni operistiche con la partecipazione della Girò tra il 1723 e il 1740. Nonostante molta letteratura non scientifica abbia costruito delle fantasiose ipotesi su una possibile relazione amorosa tra i due, al momento essa non risulta comprovata da alcuna documentazione storica.

### Gli ultimi anni e la morte

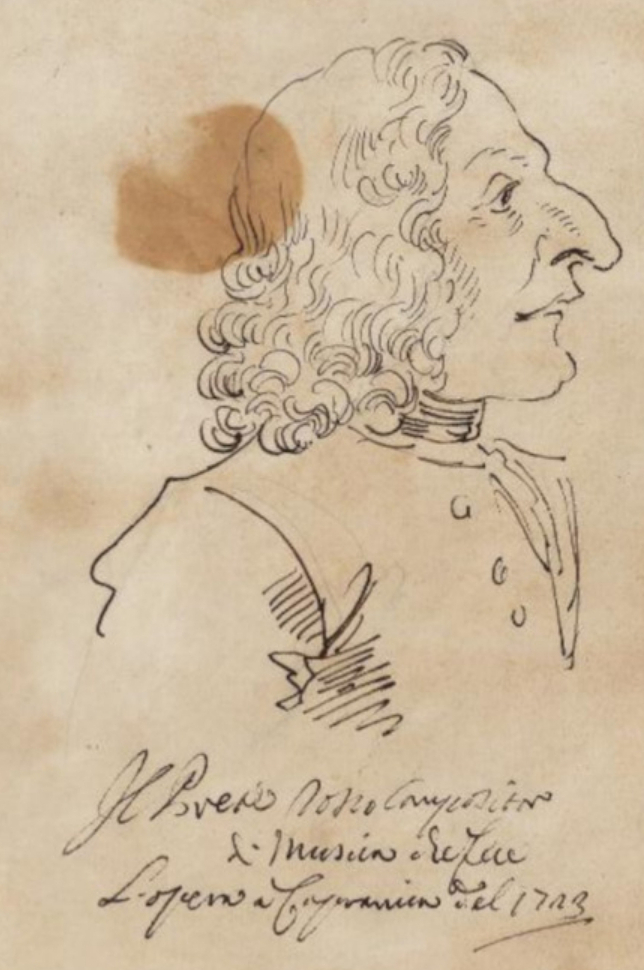
Caricatura di Vivaldi di Pier Leone Ghezzi (1723), recante la scritta: Il Prete Rosso Compositore di Musica che fece L'opera a Capranica del 1723 Biblioteca apostolica vaticana

All'apice della sua carriera, Vivaldi ricevette numerose commissioni dalle famiglie nobiliari e reali d'Europa. La serenata La Gloria, Imeneo (RV 687) fu scritta per il matrimonio di Luigi XV. L'Opus 9, La cetra, fu dedicata all'imperatore Carlo VI. Vivaldi ebbe occasione d'incontrare l'imperatore in persona nel 1728, quando questi si recò a Trieste per supervisionare la costruzione di un nuovo porto. Carlo ammirò così tanto la musica del Prete Rosso, che, come egli stesso ebbe poi modo di riferire, si intrattenne più a lungo con il compositore in questa occasione, che non con i suoi ministri nell'arco di due anni. A Vivaldi egli conferì il titolo di cavaliere, attribuì una medaglia d'oro e avanzò un invito a corte a Vienna. Dal canto suo il musicista presentò all'imperatore una presunta copia del manoscritto de La cetra. Sennonché, questa raccolta di concerti è quasi completamente differente da quella pubblicata con lo stesso titolo, come Opus 9: probabilmente un ritardo di stampa aveva costretto Vivaldi a confezionare alla meglio una collezione improvvisata di concerti.
Nel 1730, accompagnato da suo padre, viaggiò a Vienna e a Praga, dove fu rappresentata, tra le altre, la sua opera Farnace (RV 711). Alcuni altri lavori di questo periodo segnarono il suo incontro con due dei maggiori librettisti italiani dell'epoca: L'Olimpiade e Catone in Utica furono scritte su libretto del già affermato Pietro Metastasio, che era divenuto nel 1730 poeta cesareo alla corte di Vienna, mentre il libretto della Griselda costituiva un adattamento, da parte della giovine speranza Carlo Goldoni, di un vecchio libretto del predecessore di Metastasio, Apostolo Zeno.

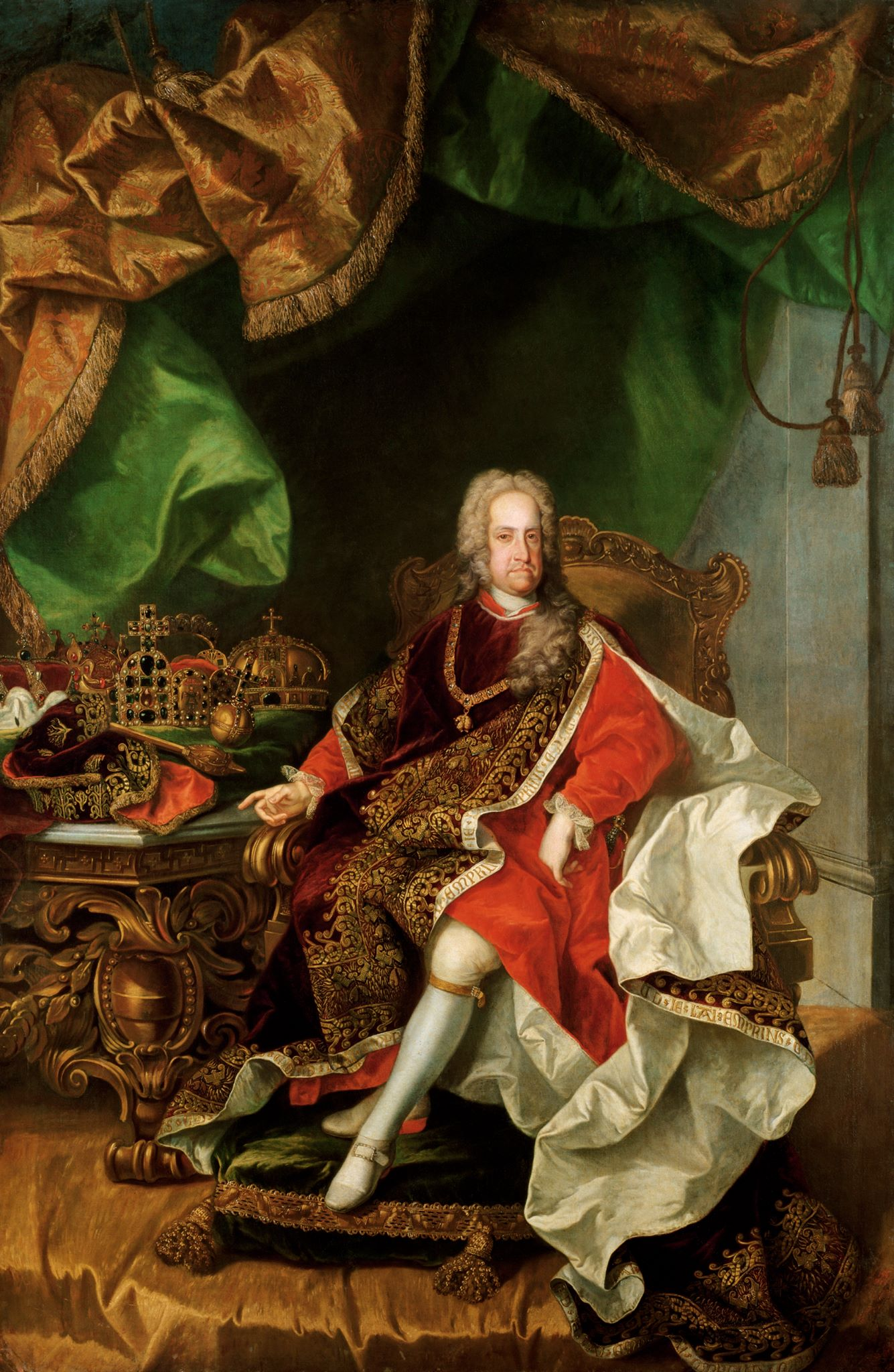
Carlo VI d'Asburgo

La vita di Vivaldi, come quella di molti compositori del suo tempo, si concluse infelicemente tra non indifferenti traversie di ordine economico ed umano. Le sue composizioni non venivano più particolarmente apprezzate a Venezia: i rapidi cambiamenti dei gusti musicali e l'affermazione dell'opera napoletana lo avevano messo fuori moda, e lui, per tutta risposta, decise di trasferirsi a Vienna, dove era stato invitato da Carlo VI e dove sperava forse di occupare qualche posizione ufficiale a corte. È inoltre alquanto probabile che Vivaldi avesse in mente di mettere in scena alcune sue opere al Kärntnertortheater. A concorrere alla sua determinazione di trasferirsi nella capitale asburgica, e di lasciare quindi per sempre l'Italia, era intervenuto, nel 1737, uno spiacevole episodio che aveva segnato profondamente l'animo del musicista.
Alla vigilia dell'inizio della stagione d'opera a Ferrara, con la quale Vivaldi sperava di rifarsi dalle difficoltà incontrate in patria, egli era stato convocato dal nunzio apostolico a Venezia che gli aveva notificato la proibizione di recarsi nella città emiliana, decisa nei suoi confronti dal cardinale arcivescovo della stessa, Tommaso Ruffo. Tale decisione, catastrofica a fronte dello stato d'avanzamento del progetto e degli impegni finanziari già assunti da Vivaldi, era motivata dal fatto che il Prete Rosso non diceva messa ed aveva l'abitudine di accompagnarsi con la Girò ed altre donne, oltre che dall'avversione in via di principio da parte dell'arcivescovo nei confronti del coinvolgimento dei preti negli affari dello spettacolo. Ciò è, almeno, quanto emerge da una lettera inviata da Vivaldi al suo protettore ferrarese, marchese Guido Bentivoglio, per cercare il suo appoggio nel tentativo di ottenere la revoca dell'interdizione vescovile. In essa Vivaldi esponeva le ragioni di salute per le quali non officiava più da tantissimi anni il servizio divino, e proclamava la perfetta correttezza dei suoi rapporti con le dame che lo accompagnavano, tutte di specchiate, e comprovabili, devozione ed onestà. Malgrado tutti i suoi sforzi Vivaldi non riuscì però ad ottenere alcunché e, al di là degli ingenti danni economici, ciò fu da lui considerato un affronto tale da spingerlo a chiudere definitivamente con l'Italia.
Disgraziatamente, poco dopo il suo arrivo a Vienna, nell'ottobre del 1740, Carlo VI morì. Ne seguì una guerra di dimensioni europee, la Guerra di successione austriaca che costrinse la figlia, la futura imperatrice Maria Teresa d'Austria, a fuggire in Ungheria. Questo tragico colpo della sorte, oltre ad aver portato all'immediata chiusura di tutti i teatri viennesi sino all'anno successivo, lasciò il compositore senza protezione imperiale e senza fonti di reddito. Cionondimeno, a Vivaldi, forse perché troppo malato o troppo povero, non restò altro che rimanere a Vienna, finché, nella notte tra il 27 e il 28 luglio 1741, egli morì all'età di 63 anni per infezione intestinale (o forse anche a causa di quell'asma bronchiale di cui soffriva fin dalla nascita) nell'appartamento affittato presso la vedova Maria Agate Wahlerin. La casa, che era strategicamente adiacente al Kärntnertortheater ed era conosciuta anche come Satlerisch Haus, fu distrutta nel XIX secolo, così come il teatro stesso, e al suo posto fu edificato l'Hotel Sacher. Il 28 luglio Vivaldi fu sepolto in una fossa comune al Spitaller Gottsacker di Vienna, con un funerale semplice detto "dei poveri". Il luogo della sepoltura si trova a fianco della Karlskirche, nell'area attualmente occupata dalla sede centrale del Politecnico di Vienna, dato che il cimitero non esiste più. Targhe in sua memoria sono posizionate in entrambi i luoghi, come anche sono presenti una "Vivaldi star" nella Musikmeile viennese, un monumento nella Rooseveltsplatz e un memoriale nella Karlsplatz.
All'inizio egualmente sfortunata, anche la sua musica cadde nell'oscurità, dove rimase fin quasi alla metà del XX secolo, quando la figura di Vivaldi è tornata a stagliarsi prepotentemente nel panorama della storia della musica europea.

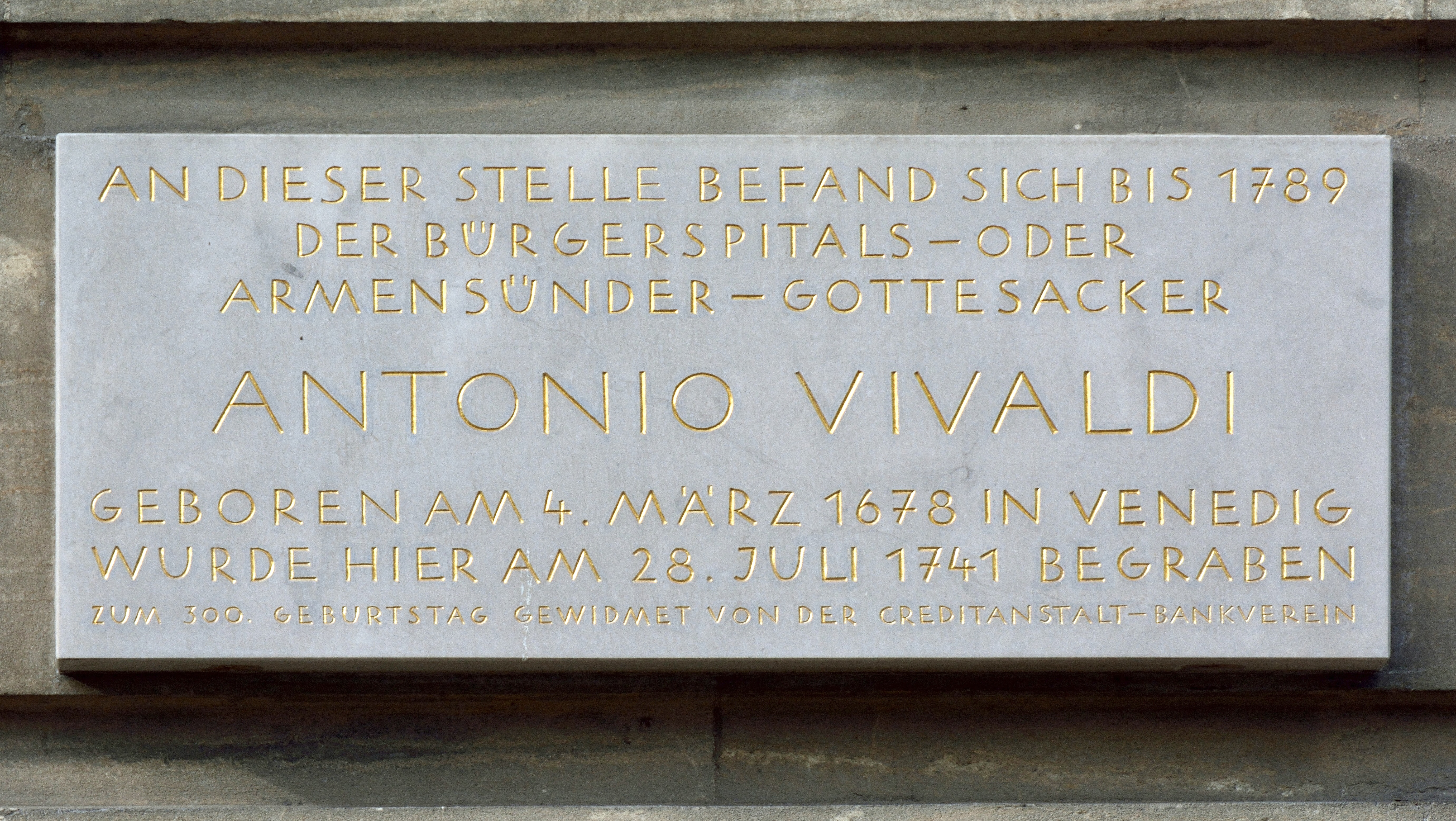
Targa commemorativa di Vivaldi presso l'Università tecnica di Vienna

Non si ha conoscenza dettagliata degli strumenti appartenuti a Vivaldi; tuttavia è venuta alla luce una vicenda riguardante il violino fabbricato da Nicola Amati nel 1646 e donato negli anni '30 del 900 a Benito Mussolini, che ricollega tale strumento a Vivaldi stesso.. Le vicende della vita del violino sono plurime e tutte legate dal fatto che esso fu uno degli strumenti abbandonati da Vivaldi a Venezia prima della sua ultima partenza per il nord negli anni antecedenti alla sua morte.

## Reputazione postuma

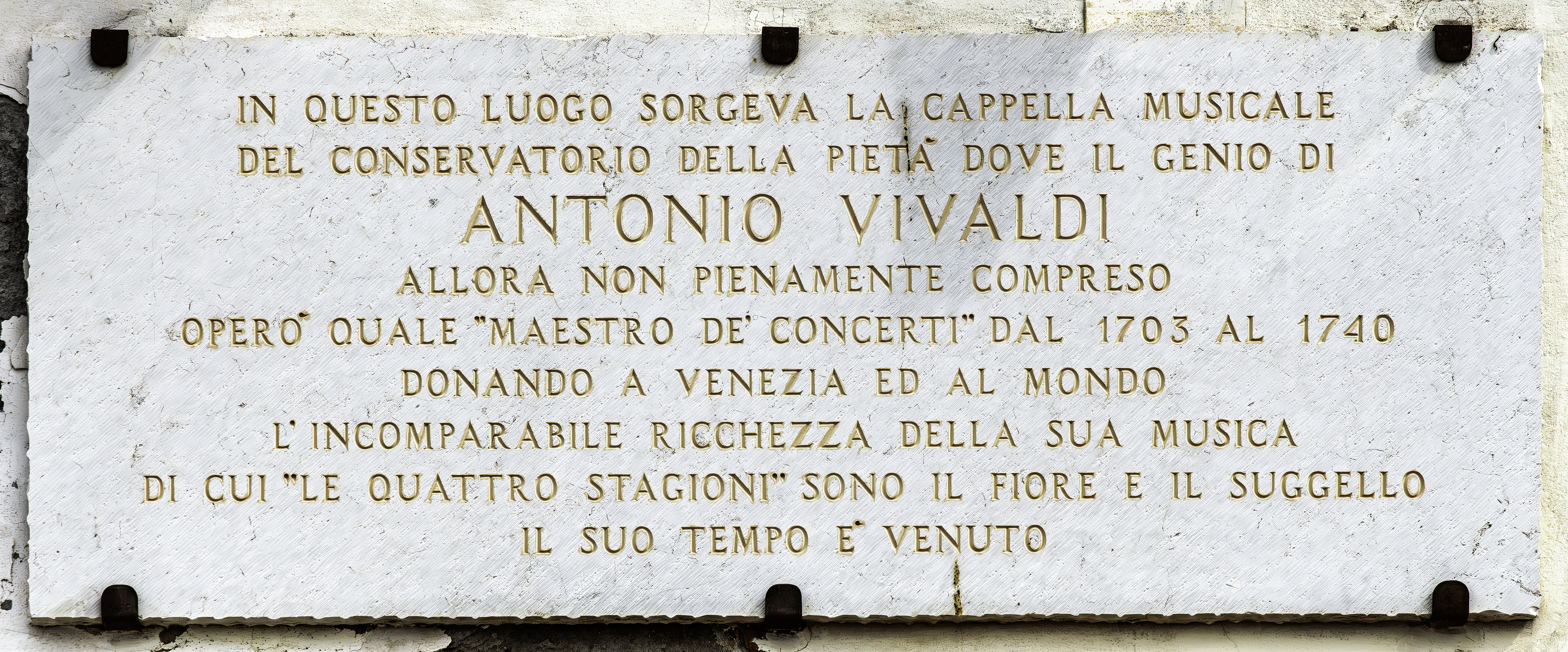
Lapide a memoria del compositore in Calle della Pietà a Venezia

Vivaldi rimase sconosciuto per i suoi concerti pubblicati e largamente ignorato sino a dopo la rinascita dell'interesse per la musica di Bach, iniziata grazie a Felix Mendelssohn-Bartholdy. Perfino il suo lavoro più famoso, Le quattro stagioni, non fu noto nella sua edizione originale. 
Agli inizi del XX secolo il concerto in stile vivaldiano composto nel 1913 da Fritz Kreisler, e fatto passare dallo stesso autore come un lavoro originale del Prete Rosso (RV Anh. 62), concorse al risorgere delle fortune di Vivaldi. Questo spinse lo studioso francese Marc Pincherle ad iniziare un lavoro accademico sull'opera del compositore veneziano. 
La scoperta di numerosi manoscritti di Vivaldi e la loro acquisizione da parte della Biblioteca Nazionale Universitaria di Torino portò a un rinnovato interesse per Vivaldi.
La rinascita dei lavori non pubblicati di Vivaldi nel XX secolo si ebbe grazie soprattutto all'impegno di Alfredo Casella, che nel 1939 organizzò l'ormai storica "Settimana di Vivaldi", nella quale vennero riscoperti il Gloria RV 589 e L'Olimpiade (RV 725). 
Dalla seconda guerra mondiale in poi le composizioni di Vivaldi furono oggetto di un successo universale e con l'avvento delle esecuzioni filologiche incrementò ulteriormente la sua fama. 
Nel 1947 l'uomo d'affari veneziano Antonio Fanna fondò l'Istituto Italiano Antonio Vivaldi, con il compositore Gian Francesco Malipiero come direttore artistico, con l'intento di promuovere la musica di Vivaldi e la pubblicazione di nuove edizioni dei suoi lavori.

### Renaissancevivaldiana: il fondo Foà-Giordano
La Biblioteca Nazionale Universitaria di Torino possiede la più importante collezione di partiture autografe di Vivaldi.
Quando, nell'autunno 1926, il direttore del Collegio Salesiano San Carlo di Borgo San Martino (Casale Monferrato), don Federico Emanuel, intraprese alcuni lavori di manutenzione ebbe l'idea, per raccogliere i fondi necessari, di mettere in vendita gli antichi manoscritti musicali che possedeva la biblioteca del Collegio. Al fine di conoscere il prezzo da proporre agli antiquari, sottopose gli spartiti al musicologo e direttore della Biblioteca Nazionale di Torino, Luigi Torri (1863-1932), che affidò questo lavoro ad Alberto Gentili, professore di storia della musica dell'università.
I grossi volumi della collezione contenevano quattordici opere di Antonio Vivaldi, musicista allora poco conosciuto al grande pubblico; c'erano anche opere di altri compositori, in particolare di Alessandro Stradella. Interessati a non voler disperdere una raccolta così eccezionale, gli esperti cercarono una soluzione per farla acquisire dalla Biblioteca di Torino, che non disponeva del bilancio necessario.
Una soluzione finì per essere trovata da Alberto Gentili: riuscì a persuadere un ricco agente di cambio, Roberto Foà, ad acquisire la raccolta e di farne dono alla biblioteca in memoria del suo giovane figlio Mauro, morto prematuramente alcuni mesi prima e il cui fondo doveva perpetuarne il nome. Tuttavia, avendo esaminato i manoscritti vivaldiani, Gentili scoprì che questi facevano parte di una raccolta più importante di cui si mise in testa di scoprire la parte mancante. Le opere cedute dai salesiani erano un lascito del marchese Marcello Durazzo (1842-1922): grazie all'aiuto di esperti di genealogia, s'identificò nel 1930 il proprietario degli altri volumi della collezione iniziale, figlio del fratello dell'altro proprietario, Flavio Ignazio (1849-1925), che abitava a Genova. Occorse tutta la pazienza e l'abilità del marchese genovese Faustino Curlo (1867-1935) per ottenere dal detentore che questa seconda raccolta fosse ceduta per ricostituire definitivamente l'insieme iniziale.
Poiché anche in questo caso la Biblioteca di Torino non disponeva dei fondi per l'acquisto, Alberto Gentili trovò un altro mecenate, l'industriale Filippo Giordano che accettò di comprare la raccolta e di farne dono alla Biblioteca di Torino in ricordo del figlio Renzo, morto da poco all'età di 4 anni. I due fondi così riuniti rimasero comunque distinti, sotto il nome rispettivamente di Raccolta Mauro Foà e Raccolta Renzo Giordano; i 27 volumi di manoscritti vivaldiani (quasi tutti autografi) comprendono 80 cantate, 42 opere sacre, 20 opere, 307 brani strumentali e l'oratorio Juditha triumphans.
Dalle ricerche eseguite risultò che l'intera collezione era appartenuta al conte Giacomo Durazzo, ambasciatore d'Austria a Venezia dal 1764 al 1784, ed era stata trasmessa per successione nell'illustre famiglia genovese.
I musicologi non poterono sfruttare rapidamente questa scoperta eccezionale poiché Alberto Gentili, al quale i diritti di studio e di pubblicazione erano stati espressamente riservati, era ebreo e come tale fu bloccato a causa delle leggi razziali del fascismo italiano. Fu solamente dopo la seconda guerra mondiale che lo studio e la pubblicazione poterono essere condotti al loro termine.

## La musica di Vivaldi
Nonostante tutti i meriti che gli si attribuiscono relativamente allo sviluppo del concerto, Vivaldi fu lodato dai contemporanei più come un violinista che come compositore. Esemplare fu l'idea che il celebre Carlo Goldoni ebbe sul Prete Rosso, dopo che egli mise in musica il libretto La Griselda di Apostolo Zeno revisionato dallo stesso Goldoni, considerandolo "un eccellente suonatore di violino e un mediocre compositore". Johann Friedrich Armand von Uffenbach, che durante il carnevale del 1715 soggiornava a Venezia, assistette ad un'esecuzione di Vivaldi e mostrò molto più interesse per la sua tecnica di violinista che per la sua bravura compositiva. Dunque egli riportò: "... Mi ha veramente strabiliato per come è in grado di suonare il violino; egli saliva con le dita fino a un pelo dal ponticello, tanto da non lasciare quasi più spazio per l'arco...". William Hayes, che trovò generalizzate le opinioni che Avison aveva nei confronti del Prete Rosso, sostenne che Vivaldi aveva una grandiosa padronanza del suo strumento (violino), ma anche una vena compositiva debole che non gli permetteva di produrre buone parti.
Innovando dal profondo la musica dell'epoca, Vivaldi diede più evidenza alla struttura formale e ritmica del concerto, cercando ripetutamente contrasti armonici e inventando temi e melodie inconsuete. Il suo talento consisteva nel comporre una musica non accademica, chiara ed espressiva, tale da poter essere apprezzata dal grande pubblico e non solo da una minoranza di specialisti. Vivaldi fu favorevolmente oggetto d'interesse della critica tedesca sua contemporanea. Tra i tedeschi si ricordano in particolare, Johann Adam Hiller, Ernst Ludwig Gerber e il flautista e compositore Johann Joachim Quantz. Costui riferì di aver ascoltato alcuni concerti (probabilmente de L'estro armonico) del Prete Rosso a Pirna nel 1714 e lui stesso li definì un nuovo genere di pezzi musicali dai magnifici ritornelli (questo fu uno dei maggiori riconoscimenti a Vivaldi da parte di personalità coeve). La sua musica ebbe infatti un notevole influsso sullo stile di diversi compositori sia austriaci che tedeschi. Tra questi il più noto fu il celebre Johann Sebastian Bach, il quale fu grandemente influenzato dalla forma del concerto vivaldiano: egli interiorizzò a tal punto alcuni concerti vivaldiani da volerli trascrivere per organo, per clavicembalo solista o per uno o più clavicembali e orchestra, tra questi il famoso Concerto per quattro violini, archi e clavicembalo op. 3 n. 10 (RV 580). Bach non si limitò alla pura trascrizione, ma arricchì sistematicamente la trama vivaldiana dal punto di vista contrappuntistico.
Fu apprezzato anche dall'ambiente musicale francese, nel quale spiccano l'organista Michel Corrette e Pierre Gaviniès. La sua notorietà in Francia continuò per un certo periodo anche dopo la morte: si ricorda infatti che Jean-Jacques Rousseau nel 1775 fece un riarrangiamento per flauto della Primavera.

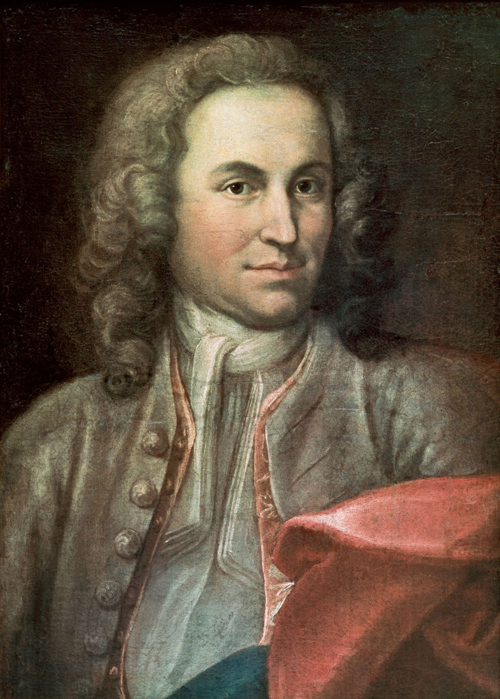
Johann Sebastian Bach: il modello di Vivaldi è stato determinante per l'evoluzione del suo stile

Fu invece attaccato duramente dagli inglesi: ad esempio Charles Avison sosteneva che la sua musica era adatta a far "divertire i fanciulli". Nonostante questo, in vita la sua musica strumentale ebbe successo in tutta Europa e fu oggetto di numerose ristampe sia francesi che inglesi.
In Italia, nonostante avesse fortemente influenzato e rinnovato la musica strumentale dell'epoca, fu praticamente ignorato dagli studiosi coevi e i suoi lavori teatrali dopo la sua morte caddero nell'oblio più totale; questo a causa della moda in voga nell'Italia del Settecento, dove si esigevano sempre nuovi autori e nuove musiche.
Vivaldi è considerato uno dei maestri della scuola barocca italiana, basata sui forti contrasti sonori e sulle armonie semplici e suggestive.
Praticamente dimenticato durante la stagione del Classicismo, incontrò il gusto dei musicisti del tardo Romanticismo e dei primi del Novecento. Dopo la riscoperta della sua opera nel secondo dopoguerra (grazie anche alla nascita di enti come l'Istituto Italiano Antonio Vivaldi dediti allo studio e alla diffusione della musica vivaldiana), Vivaldi divenne uno dei compositori più amati e ascoltati del Barocco, anche se non tutti i musicisti del XX secolo mostrarono tuttavia lo stesso entusiasmo: Luigi Dallapiccola disse provocatoriamente che Vivaldi non aveva scritto 400 concerti, «ma quattrocento volte lo stesso concerto». La battuta è ormai diventata proverbiale, e fu avvalorata a suo tempo da Igor' Stravinskij che riteneva Vivaldi sopravvalutato.

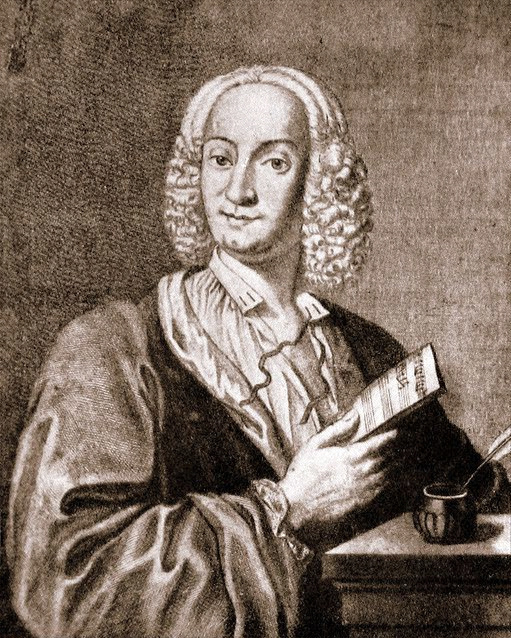
Antonio Vivaldi (ritratto di François Morellon de la Cave Effigies Antonii Vivaldi, per l'edizione Le Cène dell'op. 8 del 1725)

Grande scalpore ha suscitato nell'ottobre 2010 il rinvenimento, segnalato dal The Guardian, di un concerto per flauto di Vivaldi negli archivi di famiglia di un nobile scozzese, Lord Robert Kerr, caduto nella battaglia di Culloden nel 1746. Il manoscritto del concerto, rinvenuto nell'Archivio Nazionale di Scozia da Andrew Wolley, ricercatore dell'Università di Southampton e specialista di Vivaldi, porta il titolo di Il Gran Mogol ed è stato composto tra la fine degli anni venti e gli inizi degli anni trenta del Settecento. Si crede che esso, rappresentante l'India (l'impero del Mogul), facesse parte di un quartetto di concerti nazionali, di cui facevano parte anche L'Inghilterra, La Francia e La Spagna (tutti perduti). Essi, secondo alcuni studiosi, avrebbero costituito l'equivalente "geografico" de Le quattro stagioni. La prima mondiale di questo concerto perduto del compositore ha avuto luogo, nell'esecuzione dell'ensemble barocco inglese La Serenissima, nella Concert Hall di Perth (Australia) il 26 gennaio 2011.

## Catalogo delle opere
Il catalogo delle opere di Vivaldi è particolarmente vasto e complesso. La grande fama di cui godette in tutta Europa portò alla dispersione dei suoi manoscritti fino agli angoli più remoti del vecchio continente. Non è quindi raro che, in seguito al riordino delle collezioni di manoscritti di una biblioteca si rintraccino composizioni inedite delle quali si era persa notizia da secoli, come accaduto recentemente a Dresda. Altro elemento di confusione è l'esistenza di diversi cataloghi delle sue opere, del tutto discordanti fra loro per ciò che riguarda la numerazione e la cronologia delle opere, fra i quali, solo di recente il Catalogo Ryom (contraddistinto dalla sigla RV) sembra aver raggiunto lo status di riferimento universale. Non è tuttavia raro imbattersi tuttora in pubblicazioni musicali che fanno riferimento ad una catalogazione diversa. Il "corpus" delle composizioni vivaldiane consta di circa 600 fra concerti e sonate, quasi 300 dei quali per uno o più violini, 30 circa per violoncello, 39 per fagotto, 25 per flauto e 25 per oboe, fino a toccare strumenti come il liuto, il mandolino e altri strumenti molto raramente utilizzati in funzione concertistica, all'epoca.
Alle composizioni strumentali, si affianca una notevole produzione di musica sacra, che consta di poco meno di un centinaio di composizioni; notevole anche la produzione di musica vocale, comprendente oltre cento cantate e arie. Infine la sua attività di operista è stata recentemente riscoperta. Essa si compone di circa 45 titoli, di molti dei quali si è perduta la parte musicale.
Diversi musicologi del XX secolo hanno creato cataloghi delle composizioni del Prete Rosso, in modo più o meno indipendente l'uno dall'altro, sulla base delle opere già note all'epoca della loro compilazione e ordinandole secondo criteri differenti. Ne consegue una certa difficoltà a riconoscerne le corrispondenze, tanto più che i primi sono ovviamente meno completi. I cataloghi sono citati con le sigle seguenti:
- P catalogo di Marc Pincherle,
- RC catalogo delle edizioni Ricordi (composto da Gian Francesco Malipiero),
- RN catalogo di Mario Rinaldi,
- F catalogo di Antonio Fanna,
- RV catalogo di Peter Ryom (significa "Ryom Verzeichnis" e non "Repertorio Vivaldiano").

Composto nel 1973, e aggiornato da allora in occasione di ritrovamenti di nuove opere, quest'ultimo è il più completo e si tende ormai ad utilizzarlo universalmente, soprattutto in ambiente discografico.

### La musica strumentale
Se il concerto solistico, derivato dal concerto grosso, vede Giuseppe Torelli come iniziatore, è tuttavia a Vivaldi che si deve attribuire l'elaborazione di una forma che venne utilizzata come modello fino alla nascita del concerto classico. Una buona parte dei suoi concerti è caratterizzata, nei due movimenti veloci, da un'alternanza di "tutti" basati su un ritornello, che viene riproposto in varie tonalità e di soli modulanti di carattere tematico libero. Questa forma, che non fu invenzione vivaldiana, fu utilizzata dal compositore veneziano con grande libertà; ad esempio contraendo nel corso del movimento la lunghezza del ritornello mentre viene parallelamente ampliata la lunghezza dei soli, oppure ripetendo due volte il ritornello finale nella tonalità d'impianto con l'inserzione di un breve episodio solistico che utilizza materiale musicale del primo solo. Nei movimenti lenti, egli utilizza talvolta una forma a ritornello semplificata, altre volte una forma monotematica bipartita attinta dalla sonata.
Ci sono pervenuti 329 suoi concerti per uno strumento solista e archi, 220 dei quali sono per violino, 37 per fagotto, 27 per violoncello, 19 per oboe, 13 per flauto traverso, 2 per flauto diritto, 3 per flautino (flauto diritto sopranino), uno per mandolino e 7 per viola d'amore. Oltre a questi, vi sono una quarantina di concerti per due strumenti e archi, per lo più dedicati a due strumenti uguali (due violini e due oboi), ma che comprende anche il famoso concerto per viola d'amore e liuto, e più di una trentina di concerti multipli, per più di tre solisti. A questi va aggiunta una sessantina di "concerti ripieni" (concerti per archi senza solista), del tutto affini alle sinfonie d'opera, nei quali talvolta troviamo un'attenzione all'elaborazione contrappuntistica lontana dall'immagine stereotipata di un Vivaldi compositore "facile" e superficiale. Un piccolo numero di concerti con solista è scritto per 2 orchestre: si tratta di fatto di una divisione dell'orchestra in due gruppi separati, nel solco della tradizione della policoralità sacra veneziana fiorita tra la fine del Cinquecento e l'inizio del Seicento. Infine, vi è una ventina di "concerti senza orchestra": scritti per un gruppo da due a sei strumenti accompagnati dal basso continuo, non si presentano nella forma abituale in cui venivano trattati questi gruppi, cioè la forma della sonata da camera o da chiesa, ma in quella del concerto "a ritornelli".
Molti concerti sono programmatici od onomatopeici: tra questi, ad esempio, figurano le celeberrime Stagioni (RV269, 315, 293, 297) che costituiscono i primi quattro numeri dell'opera 8, Il Gardellino (RV90, 428), La Tempesta di Mare (RV98, 433, 570), Il cornet[t]o da posta (RV363), La Caccia (RV 362), La notte (RV104, 501). Tuttavia, molti altri concerti portano un titolo, il quale si può riferire allo stile musicale, come il Concerto madrigalesco (RV129) o il Concerto alla rustica (RV151), all'affetto generale del brano, come L'inquietudine (RV23) o L'amoroso (RV271), a una particolare modalità di esecuzione, come L'ottavina (RV763), in cui tutti i soli vanno suonati all'ottava superiore, o il concerto senza "cantin" (RV243), in cui il violino solista suona senza la corda più alta (detta appunto "cantino"), o ancora all'esecutore a cui era destinato, come Il Carbonelli (RV366, per Giovanni Stefano Carbonelli) o all'occasione per cui era stato composto, come i concerti "per la solennità di S Lorenzo" (RV286, 556, 562).
Sono giunte ai tempi moderni circa 90 sonate, che presentano uno stile meno innovativo rispetto ai concerti; sia nella sonata solistica (per uno strumento e basso continuo) che in quella "a tre" (per due strumenti e basso continuo) viene utilizzato un impianto formale e una scrittura legate ai principali modelli condivisi della musica da camera (Arcangelo Corelli, Tomaso Albinoni, la scuola bolognese e quella veneziana). Le sonate a tre, raccolte nell'opera 1 e nell'opera 5, risentono fortemente dell'influsso dei lavori da camera di Arcangelo Corelli, anche se vengono "dinamizzate" dalla vitalità della scrittura strumentale veneziana, mentre le sonate per uno strumento, scritte per lo più per il violino, o per il violoncello, o per uno strumento a fiato, presentano uno stile tipicamente da camera personalizzato da un particolare sviluppo della cantabilità nei movimenti lenti e da un progressivo distacco dai modelli di danza nell'andamento ritmico.
Tra le sue sonate, vanno anche ricordate le RV 68, RV 70, RV 71 e RV 77, scritte per due violini e basso ad libitum, che probabilmente furono composte prima dei duetti per due violini op. 3 di Jean-Marie Leclair e sono quindi tra i primi e più interessanti esempi di sonate per due violini senza accompagnamento di basso continuo.
| Sonate                                                                             |                                                           |
| 61 sonate per uno strumento e basso                                                |                                                           |
| N°                                                                                 | Strumento                                                 |
| 40                                                                                 | violino                                                   |
| 9                                                                                  | violoncello                                               |
| 6                                                                                  | musette o ghironda, violino, oboe, flauto                 |
| 4                                                                                  | flauto                                                    |
| 1                                                                                  | oboe                                                      |
| 1                                                                                  | flauto diritto                                            |
| 27 sonate a tre (due strumenti e basso)                                            |                                                           |
| N°                                                                                 | Strumento                                                 |
| 20                                                                                 | due violini                                               |
| 5                                                                                  | due strumenti diversi                                     |
| 1                                                                                  | due oboi                                                  |
| 1                                                                                  | due flauti                                                |
| 3 sonate a quattro (quattro parti strumentali)                                     |                                                           |
| 2                                                                                  | due violini, viola e basso                                |
| 1                                                                                  | due strumenti diversi, oboe, chalumeau e organo obbligato |
| Concerti                                                                           |                                                           |
| 329 concerti con uno strumento solista                                             |                                                           |
| N°                                                                                 | Strumento                                                 |
| 220                                                                                | violino                                                   |
| 37                                                                                 | fagotto                                                   |
| 27                                                                                 | violoncello                                               |
| 19                                                                                 | oboe                                                      |
| 13                                                                                 | flauto                                                    |
| 7                                                                                  | viola d'amore                                             |
| 3                                                                                  | flautino                                                  |
| 2                                                                                  | flauto diritto                                            |
| 1                                                                                  | mandolino                                                 |
| 45 concerti doppi (due strumenti solisti, orchestra d'archi e continuo)            |                                                           |
| N°                                                                                 | Strumento                                                 |
| 25                                                                                 | due violini                                               |
| 11                                                                                 | due strumenti diversi                                     |
| 3                                                                                  | due oboi                                                  |
| 2                                                                                  | due corni                                                 |
| 1                                                                                  | due violoncelli                                           |
| 1                                                                                  | due mandolini                                             |
| 1                                                                                  | due flauti                                                |
| 1                                                                                  | due trombe                                                |
| 34 concerti di gruppo (più di due strumenti solisti, orchestra d'archi e continuo) |                                                           |
| 4 concerti per due orchestre d'archi e solista (o solisti)                         |                                                           |
| 22 concerti da camera (da 3 a 6 strumenti solisti e continuo)                      |                                                           |
| 44 concerti per orchestra d'archi e continuo                                       |                                                           |

#### Raccolte a stampa
Esaminando le opere pubblicate da Vivaldi mentre era in vita, salta immediatamente all'occhio il fatto che vi è una prevalenza di sonate nei primi anni della sua carriera, e un'assoluta maggioranza di concerti nella seconda parte della vita, quando ha ormai raggiunto uno stato di compositore affermato. Le ultime pubblicazioni di sonate, recanti il numero d'opera 13 e 14, rappresentano casi particolari: la prima è con tutta evidenza un falso di mano francese, nel quale si utilizzano elementi tematici di origine vivaldiana; la seconda, invece, è una pubblicazione fatta senza il controllo del compositore, come risulta chiaro dal fatto che è mancante di numero d'opera, e secondo Kolneder contiene probabilmente musica composta molti anni addietro. Va da sé che la pubblicazione di un'opera di musica per ampio organico era assai più costosa di una di musica da camera, e quindi costituisca un'operazione commerciale alquanto rischiosa per un giovane compositore; ciò non esclude che Vivaldi non avesse già intrapreso la composizione dei suoi concerti nei primi anni di servizio presso l'Ospedale della Pietà, come parrebbe confermare il riconoscimento alla sua attività sancito dall'allargamento delle sue mansioni nel 1705, dall'aumento di stipendio ottenuto nel 1708 e da varie affinità stilistiche tra le sonate per violino e cembalo dell'opera II (1708) e alcuni concerti dell'Estro Armonico (opera III, 1711).
| Opus                | Titolo | Editore                                                    |
| ------------------- | --- | ---------------------------------------------------------- |
| Opus I              | 12 sonate per due violini e basso continuo                                                                 | Venezia, G. Sala, 1703                                     |
| Opus II             | 12 sonate per violino e basso continuo                                                                     | Venezia, A. Bortoli, 1708                                  |
| Opus III            | L'estro armonico, 12 concerti                                                                              | Amsterdam, E. Roger, 1711                                  |
| Opus IV             | La stravaganza, 12 concerti                                                                                | Amsterdam, E. Roger, 1716                                  |
| Opus V              | 6 sonate per uno e due violini e basso continuo                                                            | Amsterdam, J. Roger, 1716                                  |
| Opus VI             | 6 concerti per violino, archi e basso continuo                                                             | Amsterdam, J. Roger, 1719                                  |
| Opus VII            | 12 concerti                                                                                                | Amsterdam, J. Roger, 1720                                  |
| Opus VIII           | Il cimento dell'armonia e dell'inventione, 12 concerti                                                     | Amsterdam, M.-C. Le Cène, 1725                             |
| Opus IX             | La cetra, 12 concerti                                                                                      | Amsterdam, M.-C. Le Cène, 1727                             |
| Opus X              | 6 concerti per flauto traverso, archi e basso continuo                                                     | Amsterdam, M.-C. Le Cène, 1729                             |
| Opus XI             | 6 concerti                                                                                                 | Amsterdam, M.-C. Le Cène, 1729                             |
| Opus XII            | 6 concerti                                                                                                 | Amsterdam, M.-C. Le Cène, 1729                             |
| (Opus XIII)         | Il pastor fido, 6 sonate per musette o ghironda, flauto traverso, oboe, violino e basso continuo. (spuria) | Parigi, Mme Boivin, 1737                                   |
| Senza numero d'opus | 6 sonate per violoncello e basso continuo                                                                  | Parigi, edizione Le Clerc le cadet - Le Clerc-Boivin, 1740 |

### La musica vocale

#### Opere
Vivaldi sosteneva di aver composto 94 opere. In realtà, sono stati identificati meno di 50 titoli, e solo una ventina di queste opere è giunta fino ai tempi moderni. D'altra parte, il calcolo delle composizioni è reso più complesso dalla consuetudine dell'epoca di riprendere vecchie opere cambiandone il titolo e di comporre dei pasticci, comprendenti musica di vari autori, sia scritta per l'occasione che adattata da opere precedenti.
Inoltre, non sempre le parti dell'opera o del pasticcio venivano adattate coerentemente al libretto o alla logica della trama; d'altro canto, il pubblico non veniva a teatro tanto per ascoltare una storia, ma piuttosto per le prodezze vocali dei castrati o delle "prime donne", sulle cui esigenze le opere erano di fatto strutturate, come testimonia il già citato Teatro alla moda di Benedetto Marcello.
Di Vivaldi ci giungono, parziali o complete, 21 opere, tutti drammi per musica, le quali dal punto di vista drammatico seguono i tipici canoni dell'opera seria dell'epoca. La musica è tuttavia vitale e ricca di inventiva. Inoltre non è raro trovare in alcuni pasticci della tarda maturità del Prete Rosso arie di altri compositori contemporanei, come Leonardo Leo, Geminiano Giacomelli, Johann Adolf Hasse e Giovanni Battista Pergolesi. Per i pasticci allestiti da altri compositori con arie di Vivaldi, consultare la sezione degli Anhang relativa.
- Creso tolto alle fiamme (RV Anh. 138), Venezia 1705
- Ottone in villa (RV 729-A), libretto: Domenico Lalli, Vicenza 1713
- Orlando furioso (RV Anh. 84), libretto: Grazio Braccioli; musica: Giovanni Alberto Ristori; opera allestita dall'Impresa Vivaldi e ripetutamente modificata da Antonio Vivaldi, Venezia 1713
- Orlando finto pazzo (RV 727), libretto: Grazio Braccioli, Venezia 1714
- Orlando furioso (RV 819), libretto: Grazio Braccioli; contenente anche musiche tratte dall'opera omonima di Ristori del 1713 (RV Anh. 84), Venezia 1714
- Nerone fatto Cesare (RV 724), libretto: Matteo Noris, Venezia 1715
- La costanza trionfante degl'amori e degl'odii (RV 706-A), libretto: Antonio Marchi, Venezia 1716
- Arsilda, regina di Ponto (RV 700), libretto: Domenico Lalli, Venezia 1716
- L'incoronazione di Dario (RV 719), libretto: Adriano Morselli, Venezia 1717
- Tieteberga (RV 737), libretto: Antonio Maria Lucchini, Venezia 1717
- Il vinto trionfante del vincitore (RV Anh. 58), libretto: Antonio Marchi, Venezia 1717
- Artabano, re de' Parti (RV 701/706-B), libretto: Antonio Marchi, Venezia 1718
- Armida al campo d'Egitto (RV 699-A), libretto: Giovanni Palazzi, Venezia 1718
- Scanderbeg (RV 732), libretto: Antonio Salvi, Firenze 1718
- Armida al campo d'Egitto (RV 699-B), libretto: Giovanni Palazzi, Mantova 1718
- Teuzzone (RV 736), libretto: Apostolo Zeno, Mantova 1719
- Artabano, re de' Parti (RV 701/706-C), libretto: Antonio Marchi, Vicenza 1719
- Tito Manlio (RV 738), libretto: Matteo Noris, Mantova 1719
- Tito Manlio (RV 778), libretto: Matteo Noris, Roma 1720
- La verità in cimento (RV 739), libretto: Giovanni Palazzi, Venezia 1720
- La Candace, o siano Li veri amici (RV 704), libretto: Francesco Silvani e Domenico Lalli, Mantova 1720
- Filippo, re di Macedonia (RV 715), libretto: Domenico Lalli, Venezia 1720
- La Silvia (RV 734), libretto: Enrico Bissari, Milano 1721
- Ercole su'l Termodonte (RV 710), libretto: Giacomo Francesco Bussani, Roma 1723
- La virtù trionfante dell'amore, e dell'odio, overo Il Tigrane (RV 740), libretto: Francesco Silvani, Roma 1724
- Giustino (RV 717), libretto: conte Nicolò Beregan (1683), rimaneggiato da Pietro Pariati (1711) per Tomaso Albinoni, e con ulteriori profonde modifiche (forse di Antonio Maria Lucchini), Roma, 1724
- L'Artabano (RV 706-D), libretto: Alessandro Marchi, Mantova 1725
- L'inganno trionfante in amore (RV 721) (pasticcio), libretto di Matteo Noris, ritoccato da G. M. Ruggieri, musicista e uomo di lettere dilettante, Venezia 1725
- Venezia (nascente?) (RV Anh. 139) musica di Antonio Vivaldi, preparata per il 1726 al Sant'Angelo, ma poi non allestita. Probabile ripresa nel 1731 a Venezia, luogo ignoto.
- Cunegonda (RV 707) (verosimilmente pasticcio), libretto: Agostin Piovene, Venezia 1726
- La fede tradita e vendicata (RV 712), libretto: Francesco Silvani, Venezia 1726
- La tirannia gastigata (RV Anh. 55) (pasticcio, con undici arie di Vivaldi), libretto di Francesco Silvani, Praga 1726
- Dorilla in Tempe (RV 709-A), libretto: Antonio Maria Lucchini, Venezia 1726
- Ipermestra (RV 722), libretto: Antonio Salvi, Firenze 1727
- Farnace (RV 711-A), libretto: Antonio Maria Lucchini, Venezia 1727
- Farnace (RV 711-B), libretto: Antonio Maria Lucchini, Venezia 1727
- Siroe, re di Persia (RV 735-A), libretto: Pietro Metastasio, Reggio Emilia 1727
- Orlando (RV 728), libretto: Grazio Braccioli, Venezia 1727
- Rosilena ed Oronta (RV 730), libretto: Giovanni Palazzi, Venezia 1728
- L'Atenaide (RV 702-A), libretto: Apostolo Zeno, Firenze 1728
- Farnace (RV 711-C), libretto: Antonio Maria Lucchini, Praga 1730
- Argippo (RV 697), libretto: Domenico Lalli, Praga 1730
- L'Atenaide (RV 702-B), libretto: Apostolo Zeno, Firenze 1731/1732
- Farnace (RV 711-D), libretto: Antonio Maria Lucchini, Pavia 1731
- Alvilda, regina de' Goti (RV Anh. 88), libretto: Apostolo Zeno, Praga 1731
- Dorilla in Tempe (RV 709-B), libretto: Antonio Maria Lucchini, con sostanziali modificazioni rispetto alla versione originale del 1726, Praga 1732
- Farnace (RV 711-E), libretto: Antonio Maria Lucchini, Mantova 1732
- Semiramide (RV 733), libretto: Francesco Silvani, Mantova 1732
- La fida ninfa (RV 714), libretto: Scipione Maffei, Verona 1732
- Argippo (RV Anh. 137), libretto: Domenico Lalli, Praga 1733. Ritrovato recentemente a Praga.
- Motezuma (RV 723), libretto: Girolamo Alvise Giusti, Venezia 1733
- Dorilla in Tempe (RV 709-C) (pasticcio, con due arie di Hasse, due di Giacomelli, una di Leo e tre di compositori non identificati), libretto: Antonio Maria Lucchini, con sostanziali modificazioni rispetto alla versione originale, Venezia 1734
- La Dorilla (RV 709-D), libretto: Antonio Maria Lucchini, unica partitura conservata (Torino) delle varie versioni della Dorilla in Tempe (si basa sull'edizione veneziana del 1734, con aggiunte e cancellazioni)
- L'Olimpiade (RV 725), libretto: Pietro Metastasio, Venezia 1734
- Il Bajazet (Tamerlano) (RV 703), libretto: Agostin Piovene, Verona 1735
- L'Adelaide (RV 695), libretto: Antonio Salvi, Verona 1735
- Griselda (RV 718), libretto: Apostolo Zeno e Carlo Goldoni, Venezia 1735
- Aristide (RV Anh. 89), libretto: Carlo Goldoni, Venezia 1735
- Ginevra, principessa di Scozia (RV 716), libretto: Antonio Salvi, Firenze 1736
- La bottega da cafè (RV Anh. 43), libretto: Carlo Goldoni, Venezia 1736
- Il giorno felice (RV Anh. 92), libretto: Scipione Maffei, Vienna 1737 (revisione de La fida ninfa)
- Farnace (RV 711-F), libretto: Antonio Maria Lucchini, Treviso 1737
- Catone in Utica (RV 705), libretto: Pietro Metastasio, Verona 1737
- L'oracolo in Messenia (RV 726), libretto: Apostolo Zeno, Venezia 1737
- Rosmira (fedele) (RV 731), libretto: Silvio Stampiglia, Venezia 1738
- Armida al campo d'Egitto (RV 699-D), libretto: Giovanni Palazzi, Venezia 1738
- Farnace (RV 711-G), libretto: Antonio Maria Lucchini, Ferrara 1738
- Siroe, re di Persia (RV 735-B), libretto: Pietro Metastasio, Ancona 1738
- Siroe, re di Persia (RV 735-C), libretto: Pietro Metastasio, Ferrara 1739
- Feraspe (RV 713), libretto: Francesco Silvani, Venezia 1739
- Ernelinda (RV Anh. 45) probabilmente pasticcio composto di arie, oltreché di Vivaldi, di Gasparini e Galuppi, segnatamente da La fede tradita e vendicata, Venezia 1750
- Medea e Giasone (RV 749.21)

#### Cantate e serenate
Vivaldi compose le sue cantate basandosi principalmente sulla maniera napoletana tipica dei compositori successivi ad Alessandro Scarlatti e Benedetto Marcello: sono costituite da una serie di due o più arie da capo che si alternano con recitativi. Lo scenario è costituito invariabilmente dai temi dell'Arcadia: pastori in preda ai tormenti dell'amore e da ninfe incostanti (gli attributi sono reversibili) dei cui cuori vulnerabili Cupido fa strage.
Sono state trovate di Vivaldi:
- 22 cantate per soprano e basso continuo;
- 8 per contralto e basso continuo;
- 5 per soprano e accompagnamento strumentale;
- 4 per contralto e accompagnamento strumentale.

Paragonabile alla cantata nel fatto che generalmente non dava luogo ad un'azione scenica, la serenata era un'opera di dimensioni più importanti, con un'ouverture orchestrale, arie solistiche, recitativi e talvolta perfino dei cori. Molte sono andate perdute e ne rimangono solamente tre: la Serenata a tre RV 690, la serenata nuziale Gloria e Himeneo RV 687 e soprattutto La Sena festeggiante RV 693, commissionata a Vivaldi nel 1726 da Jean-Vincent Languet, conte di Cergy e ambasciatore della Francia presso la Serenissima, per un'occasione su cui ancora non si è fatto luce; forse per le cerimonie d'insediamento dell'ambasciatore stesso, forse per la visita a Venezia del cardinale Pietro Ottoboni, protettore ufficiale degli interessi della Francia presso la Santa Sede.

#### Musica sacra
La musica sacra di Vivaldi fu poco conosciuta fuori dall'Italia e, come tutti i suoi lavori, dopo la sua morte cadde nell'oblio e tornò in auge a partire dalla fine degli anni trenta del XX secolo. Ci sono pervenute circa cinquanta opere di musica sacra di genere differente: parti della Messa e loro introduzione su testo libero (Kyrie, Gloria, Credo), salmi, inni, antifone, mottetti. L'impegno del Prete Rosso nel repertorio sacro ebbe un carattere sostanzialmente occasionale, poiché il musicista non ebbe né commissioni né ricoprì mai stabilmente l'incarico prestigioso di maestro in San Marco. La sua produzione appartiene al cosiddetto stile moderno (ossia concertato, tipico della musica veneziana, che si contrappone al severo stile antico della musica di Palestrina), anche se molti movimenti dei suoi lavori rimangono comunque legati allo stile osservato. Si attengono alla produzione concertata anche i suoi lavori a cappella, come il Lauda Jerusalem a 4 voci e il Credidi a 5 voci, dove gli strumenti man mano si staccano dai gruppi del coro. Questo repertorio fu inoltre soggetto alle influenze operistiche dell'epoca. Questo lo si può soprattutto osservare nei suoi mottetti per voce solista, descritti da Denis Arnold come «concerti per voce», che presentano parti di pure esibizioni vocali.
Vivaldi compose inoltre otto mottetti di «introduzione», i quali dovevano servire come premessa ai lavori in larga scala (Gloria, Dixit Dominus, Miserere); questo sottogenere fu scarsamente utilizzato da altri compositori. Un'altra particolarità che contraddistingue la musica sacra del Prete Rosso è la frequente assegnazione della parte melodica al violino nei movimenti corali, lasciando quindi il coro cantare in omofonia di sottofondo (ad es. nel movimento iniziale e finale del Credo RV 591). In questo modo Vivaldi anticipò le messe sinfoniche della generazione di Haydn. Anche le influenze del concerto non esitano a manifestarsi. Basti notare il Beatus vir RV 598, il quale presenta un ampio intervallo di 420 battute nella forma del ritornello. Tra i suoi lavori sacri più noti si ricordano il Gloria RV 589, i Magnificat RV 610 e RV 611, lo Stabat Mater RV 621 e l'oratorio Juditha triumphans.

## Nella cultura di massa
Delle vicissitudini della riscoperta della musica vivaldiana e della creazione dei fondi Foà e Giordano si occupa il romanzo L'affare Vivaldi (2015) di Federico Maria Sardelli, musicista e direttore d'orchestra nonché esperto del musicista veneziano.
Vivaldi è uno dei personaggi che appaiono nel romanzo Stabat Mater di Tiziano Scarpa che ha come protagonista Cecilia, una violinista orfana cresciuta ed educata presso l'Ospitale di Pietà dove è certificato che Vivaldi abbia lavorato e diretto.
Il romanzo Il respiro degli angeli di Emanuela Fontana (Mondadori, 2021) narra l’intera vita di Vivaldi, dall’infanzia a Venezia agli ultimi mesi a Vienna.
A Vivaldi è intitolato il cratere Vivaldi su Mercurio.
"Vivaldi, la bella stagione" è uno spettacolo che combina effetti speciali, proiezioni 3D e musica dal vivo scritto, diretto e interpretato da Andrea Ortis. È un viaggio immersivo nel tempo che porta il pubblico a viaggiare dal Novecento alla Venezia ai tempi di Vivaldi.
Il browser internet Vivaldi (browser) deve il nome al compositore.

### Cinema
In ambito cinematografico, Vivaldi è apparso come personaggio principale in Rosso veneziano, film francese del 1989 diretto da Étienne Périer, un giallo avente per protagonista un giovane Carlo Goldoni alle prese con un'intricata serie di delitti brutali a Venezia, dove il celebre compositore è interpretato dall'attore polacco Wojciech Pszoniak. 
Nel 2006 venne poi realizzato un film di produzione franco-italiana, Antonio Vivaldi, un prince à Venise, diretto da Jean-Louis Guillermou e interpretato da Stefano Dionisi, nel ruolo di Vivaldi, Michel Serrault, nel ruolo del vescovo di Venezia, Christian Vadim, nel ruolo di Carlo Goldoni, e Michel Galabru, nel ruolo del papa Benedetto XIII.
Un'ulteriore pellicola incentrata sulla biografia del celebre compositore veneziano uscì nel 2009 con il titolo Vivaldi, the Red Priest diretto da Liana Marabini e con Steven Cree, nelle vesti del musicista; il cast vede inoltre la partecipazione di James Jagger, figlio del frontman dei Rolling Stones Mick.

### Opere
- Anna Laura Bellina, Bruno Brizi e Maria Grazia Pensa, I libretti vivaldiani, Firenze, Olschki, 1982. ISBN 88-222-3089-2
- Lorenzo Bianconi e Giovanni Morelli (a cura di), Antonio Vivaldi, Teatro musicale, cultura e società (voll. 2), Firenze, Leo S. Olschki editore, 1982. ISBN 88-222-3090-6
- Gianfranco Formichetti, Venezia e il prete col violino. Vita di Antonio Vivaldi, Milano, Bompiani, 2006. ISBN 88-452-5640-5
- Remo Giazotto (catalogo delle opere a cura di Agostino Girard, discografia a cura di Luigi Bellingardi), Antonio Vivaldi, Torino, ERI, 1973.
- (FR)  Carlo Goldoni, Mémoires de M. Goldoni, pour servir à l'histoire de sa vie, et à celle de son théatre, (3 volumi), Parigi, Veuve Duchesne, 1787 (accessibili online in books.google: Tomo primo e Tomo terzo - Edizioni storiche in italiano pure accessibili online in books.google: Tomo primo, Venezia, Zatta, 1788, Volume secondo, Firenze, Barbèra, 1861, e Tomo III, Lucca, Bertini, 1811)
- Walter Kolneder, Vivaldi, Milano, Rusconi, 1978 (prima ed.: 1965). ISBN 88-18-70060-X
- Gian Francesco Malipiero, Antonio Vivaldi, il Prete Rosso, Milano, Ricordi, 1958
- Benedetto Marcello (stampato anonimamente), Il teatro alla moda - o sia - Metodo Sicuro, e facile per ben comporre, & esequire l'Opere Italiane in Musica all'uso moderno - Nel quale - Si danno Avvertimenti utili, e necessarij à Poeti, Compositori di Musica, Musici dell'uno e dell'altro sesso, Impresarj, Suonatori, Ingegneri e Pittori di Scena, Parti buffe, Sarti, Paggi, Comparse, Suggeritori, Copisti, Protettori e Madri di Virtuose & altre Persone appartenenti al Teatro, Venezia, "Stampato ne Borghi di Belisania per Aldiviva Licante all'Insegna dell'Orso in Peata", 1720 (ristampa in epoca moderna: Il teatro alla moda - 1720, Milano, Il Polifilo, 2006. ISBN 978-88-7050-332-6)
- (FR)  Marc Pincherle, Vivaldi et la musique instrumentale, Parigi, Floury, 1948
- Egidio Pozzi, Antonio Vivaldi, Palermo, L'Epos (Porti di Ulisse), 2007. ISBN 978-88-8302-242-5
- Eduardo Rescigno (a cura di), Antonio Vivaldi (testi di Eduardo Rescigno, Anelide Nascimbene e Luigi Di Fronzo), Milano, SKIRA, 22/02/2007 (allegato a "I Classici della musica" de «Il Corriere della Sera»).
- Mario Rinaldi, Antonio Vivaldi, Milano, Istituto d'Alta Cultura, 1943
- (FR)  Peter Ryom, Répertoire des œuvres d'Antonio Vivaldi. Les compositions instrumentales, Copenaghen, Engstrøm & Sødring, 1986. ISBN 87-87091-19-4
- Federigo Stefani (a cura di), Sei lettere di Antonio Vivaldi veneziano maestro compositore di musica della prima metà del secolo XVIII, Venezia, Visentini, 1871 (accessibile gratuitamente on-line come ebook-gratis Google)
- (EN)  Reinhard Strohm, The operas of Antonio Vivaldi, 2 voll., Firenze, Olschki, 2008. ISBN 978-88-222-5682-9
- Michael Talbot, Vivaldi, Torino, EDT, 1978 (ristampa 1990: ISBN 88-7063-005-6 - edizione originale inglese: Londra, Dent & Sons, 1978)
- Michael Talbot (a cura di), Vivaldi. Fonti e letteratura critica, Firenze, Olschki, 1991. ISBN 978-88-222-3846-7

### Saggistica
- Adriano Cavicchi: Inediti nell'epistolario Vivaldi-Bentivoglio, «Nuova Rivista Musicale Italiana», 1967, vol. I, 45-79
- Piero Damilano, Antonio Vivaldi compose due vespri?, «Nuova Rivista Musicale Italiana», 1969, vol. III, 562-663
- Rodolfo Gallo, Antonio Vivaldi, il Prete Rosso: la famiglia, la morte, «Ateneo Veneto», 1938, fasc. XII (dicembre)
- Rodolfo Gallo, L'atto di morte di Antonio Vivaldi, in AA.VV., La scuola veneziana (Secoli XVI-XVIII). Note e documenti raccolti in occasione della Settimana Celebrativa (5-10 settembre 1941-XiX), Accademia Musicale Chigiana, Siena, Ticci, 1941, pp. 58–59
- Alberto Gentili, La raccolta di antiche musiche "Renzo Giordano" alla Biblioteca nazionale di Torino, «Accademie e Biblioteche d'Italia», 1930/1931, vol. IV, 117-125
- Alberto Gentili, La raccolta di rarità musicali "Mauro Foà" alla Biblioteca nazionale di Torino, «Accademie e Biblioteche d'Italia», 1927/1928, vol. I, pp. 36
- (EN)  Alberto Gentili, Vivaldi and Stradella: a recent discovery, «The Musical Times», 1927, vol. LXVIII, 507-508
- (EN)  Beth Glixton e Micky White, Creso tolto a le fiamme: Girolamo Polani, Antonio Vivaldi, and opera production at the Teatro S. Angelo, 1705-1706, «Studi Vivaldiani. Rivista annuale dell'Istituto Italiano Antonio Vivaldi», 2008, 8, 3 e sgg.
- (DE)  Karl Heller, Die Bedeutung J.G. Pisendels für die deutsche Vivaldi-Rezeption, in AA.VV., Bericht über den Internationalen Musikwissenschaftlichen Kongress Leipzig 1966, Lipsia/Kassel, Bärenreiter-Verl., 1970, pp. 247–251
- Noriko Ohmura, I «Concerti senza Orchestra» di Antonio Vivaldi, «Nuova Rivista Musicale Italiana», 1979, I, 121 e segg.
- (EN)   Peter Ryom, Vivaldi, Antonio (Lucio), in Stanley Sadie e John Tyrrell (a cura di), The New Grove Dictionary of Music and Musicians, 2ª ed., Oxford University Press, 2001, ISBN 978-0195170672.
- Gastone Vio, Una satira sul teatro veneziano di S. Angelo datata "febbraio 1717", «Informazioni e studi vivaldiani. Bollettino dell'Istituto Italiano Antonio Vivaldi», 1989, vol. X, 103–130

### Cataloghi e documenti
- (DE)  Wilhelm Altmann, Thematischer Katalog der gedruckten Werke Antonio Vivaldis, «Archiv für Musikwissenschaft», 1922, vol. IV, 262/279
- Piero Damilano, Inventario delle composizioni musicali manoscritte di Antonio Vivaldi esistenti presso la Biblioteca Nazionale di Torino, «Rivista Italiana di Musicologia», 1968, vol. III, 109/179
- Antonio Fanna, Antonio Vivaldi: Catalogo numerico-tematico delle opere strumentali, Milano, Ricordi, 1968 (seconda ed. riv. e ampl.: 1986. ISBN 88-7592-022-2)
- Fabio Fano, Una traccia prossima alla prima origine della raccolta di musiche vivaldiane conservata alla Biblioteca Nazionale di Torino, «Medioevo e umanesimo», 1976, vol. XXVI, 83-93
- (DE)  Alois Fuchs, Thematisches Verzeichniss über die Compositionen von: I. Antonio Vivaldi, II. Arcangelo Corelli, III. Giuseppe Tartini, anno di compilazione: 1839
- (DE)  Karl Heller, Die deutsche Überlieferung der Instrumentalwerke Vivaldis, Lipsia, Deutscher Verlag für Musik, 1971
- (EN)  Arlan Stone Martin, Vivaldi violin concertos: a handbook, Metuchen (N.J.), Scarecrow Press, 1972
- Giacomo Manzoni, Guida all'ascolto della musica sinfonica, Milano, Universale Economica Feltrinelli, 1998. ISBN 978-88-07-80539-4
- (EN, JA)  Noriko Ohmura, A reference work concordance table of Vivaldi's instrumental works, Tokyo, Academica Music Limited, 1972
- Livia Pancino, Le caratteristiche grafiche della mano di Vivaldi secondo il metodo grafologico, «Informazioni e Studi Vivaldiani. Bollettino dell'Istituto Italiano Antonio Vivaldi» (ISV), 1992, vol. XIII, 67-95
- (FR)  Marc Pincherle, Inventaire - Thématique, in id., Antonio Vivaldi et la musique instrumentale, op. cit., volume secondo
- Mario Rinaldi, Catalogo numerico tematico delle composizioni di Antonio Vivaldi, Roma, Editrice Cultura moderna, 1945
- Franca Porticelli e Susan Orlando (a cura di), Vivaldimania. Una storia torinese. Catalogo della mostra (Torino, 23 aprile-8 giugno 2008), Milano, Silvana Editoriale, 2008. ISBN 978-88-366-1118-8
- (FR)  Peter Ryom, Antonio Vivaldi: table de concordances des œuvres (RV) Copenaghen, Engstrøm & Sødring, 1973. ISBN 87-87091-00-3
- (FR)  Peter Ryom, Inventaire de la documentation manuscrite des œuvres de Vivaldi, I. Biblioteca Nazionale di Torino, Première Partie: le fonds Foà, «Vivaldi Informations», 1973, vol. II, 61-112
- Peter Ryom, RV 749, «Informazioni e Studi Vivaldiani. Bollettino dell'Istituto Italiano Antonio Vivaldi» (ISV), 1993, vol. XIV, 5-49
- (DE)  Peter Ryom, Antonio Vivaldi Thematisch-systematisch Verzeichnis seiner Werke, Wiesbaden, Breitkopf & Härtel, 2007. ISBN 978-3-7651-0372-8
- (DE)  Reinhard Strohm, Italienische Opernarien des frühen Settecento (1720-1730) (2 voll.), Colonia, Volk, 1976. Primo volume: ISBN 3-87252-095-4; secondo volume: ISBN 3-87252-098-9